# Senecioneae
Die Tribus Senecioneae gehört zur Unterfamilie Asteroideae innerhalb der Familie der Korbblütler (Asteraceae). Sie enthält etwa 150 Pflanzengattungen mit etwa 3200 Arten und gehört damit zu den artenreichsten Tribus der Asteraceae. Etwa ein Drittel der Arten gehören zur Gattung Greiskräuter (Senecio), die eine der artenreichsten Gattungen (heute mit etwa 1000 Arten, vor der Ausgliederung von Gattungen waren es bis zu 3000 Arten, gegliedert in etwa 125 Sektionen) der Bedecktsamigen Pflanzen ist.

## Beschreibung

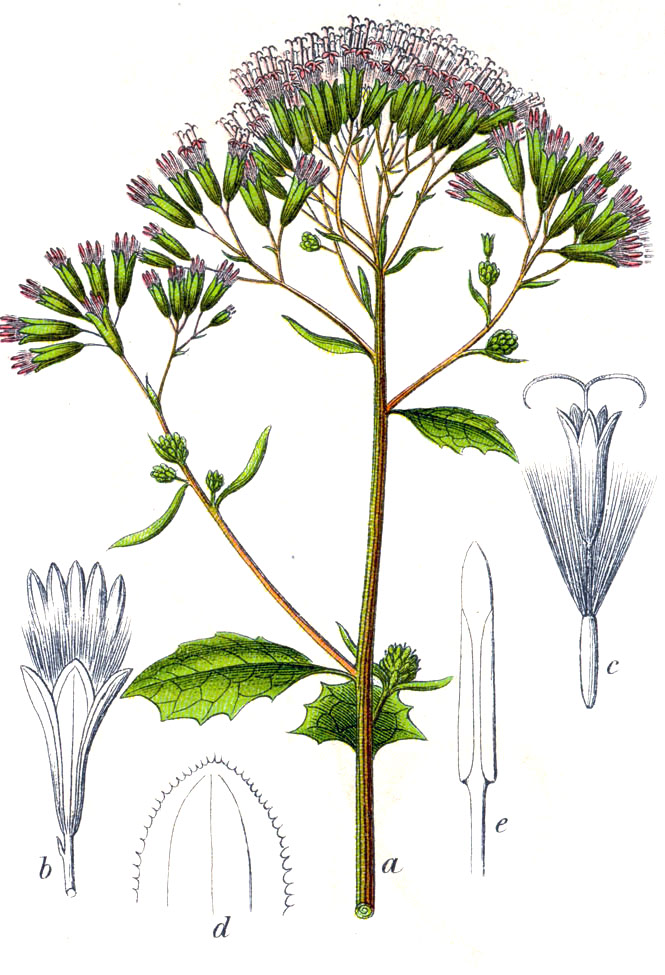
Illustration des Grauen Alpendosts (Adenostyles alliariae)

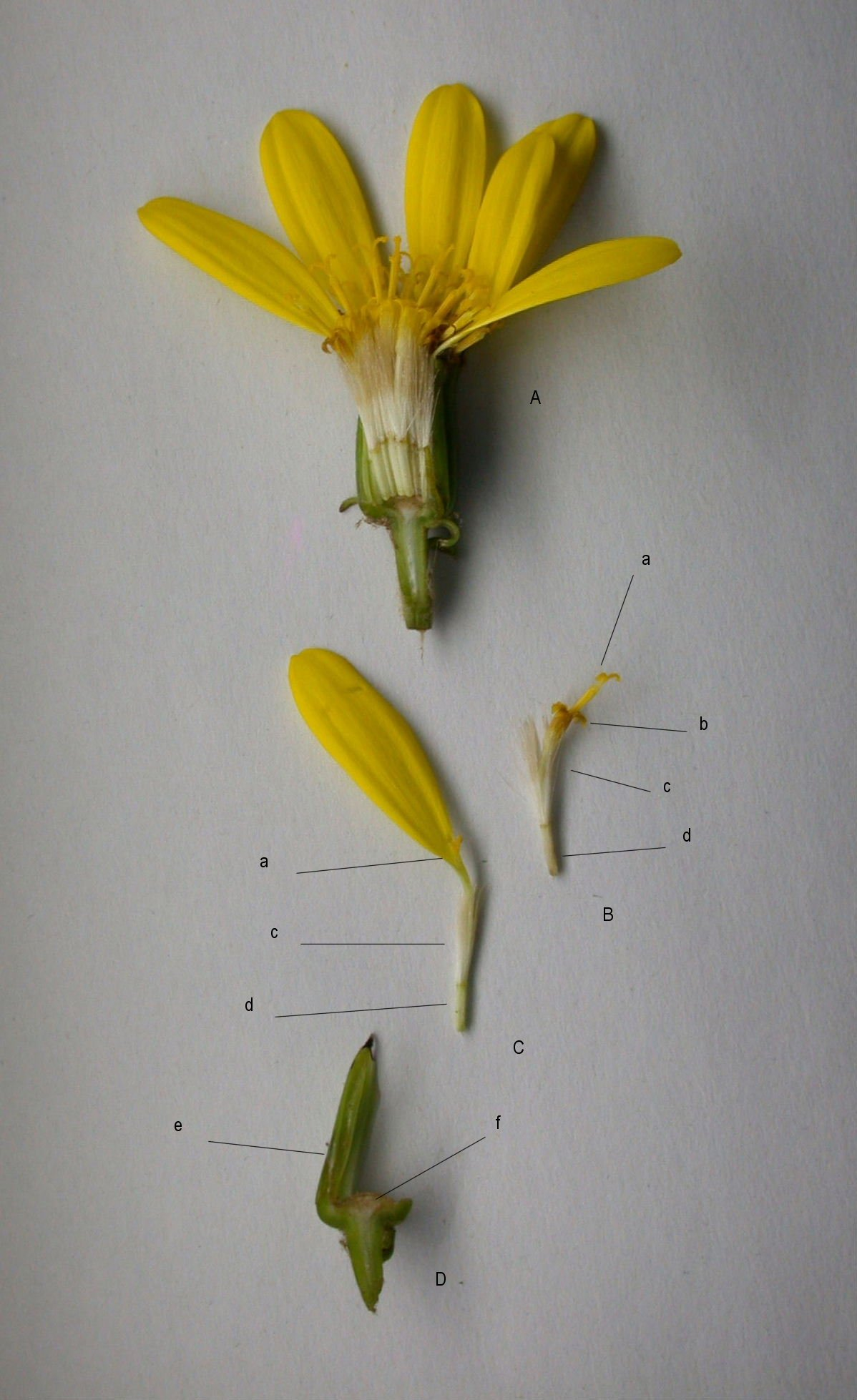
Details des Blütenkörbchens von Farfugium japonicum: A Blütenkorb Längsschnitt, B Röhrenblüte C Zungenblüte, D Korbboden mit einem Hüllblatt

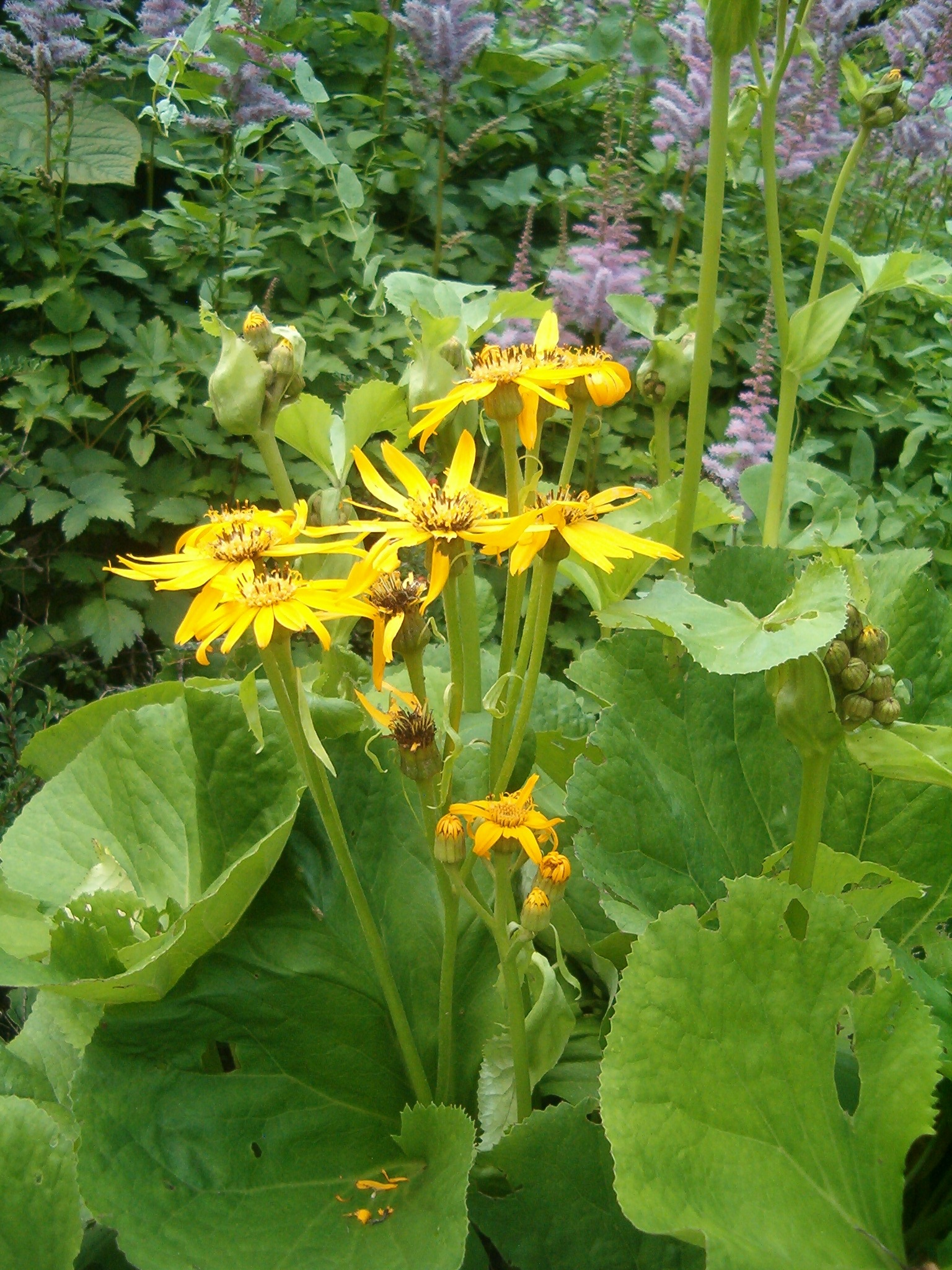
Gesamtblütenstände mit Blütenkörben des Ligularia alatipes

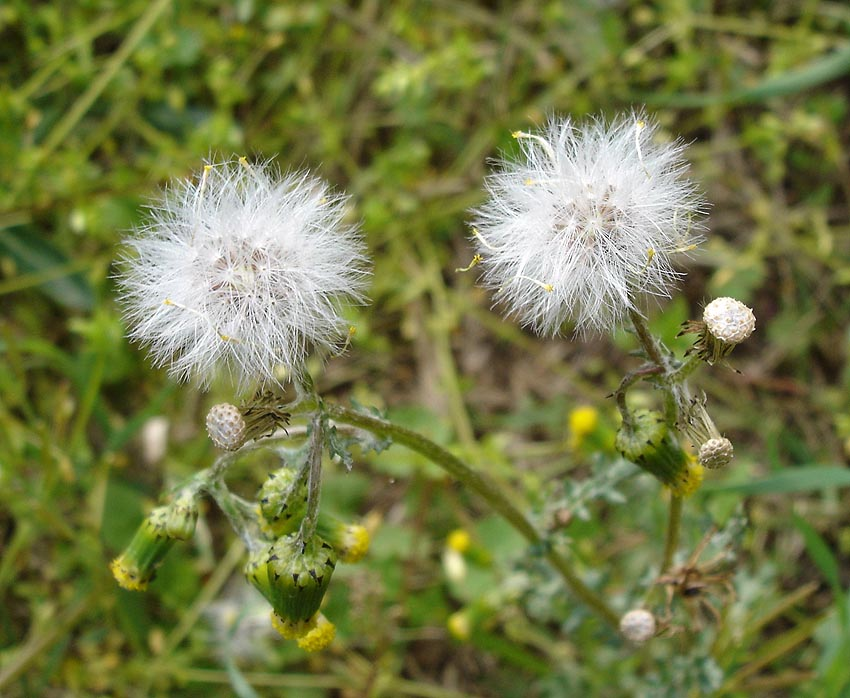
Fruchtstände des Gewöhnlichen Greiskrauts (Senecio vulgaris)

### Vegetative Merkmale
Es sind meist ein-, zweijährige oder ausdauernde krautige Pflanzen, selten sind es verholzende Pflanzen: Halbsträucher, Sträucher oder Bäume. Einige Arten sind Xerophyten, wenige Arten sind Kletterpflanzen und eine Besonderheit sind die Schopfbaum-Arten. Die meist wechselständig, manchmal in Rosetten, selten gegenständig angeordneten Laubblätter sind gestielt oder ungestielt mit meist einfacher bis gelappter bis tief-geteilter Blattspreite.

### Generative Merkmale
Oft in verzweigten, doldentraubigen, traubigen Gesamtblütenständen stehen die körbchenförmigen Teilblütenstände zusammen, bei einigen Arten stehen sie einzeln. Die ungestielten oder gestielten Blütenkörbchen sind kugelig bis scheibenförmig. Wenige bis viele gleichgestaltige Hüllblätter stehen in ein oder zwei, selten mehreren Reihen; sie können frei oder verwachsen sein und umschließen das Blütenkörbchen. Häufig sind wenige sehr viel kleiner und meist randlich an der Basis der Hüllblätter angeordnete Hochblätter vorhanden; sie besitzen meist eine nekrotische Spitze. Der flache bis erhabene, selten kegelförmige Blütenstandsboden ist meist nackt oder wabenförmig. Im körbchenförmigen Blütenstand befinden sich radiärsymmetrische Röhrenblüten, sogenannte Scheibenblüten, und am Rand zygomorphe Zungenblüten, sogenannte Strahlenblüten.
Die Zungenblüten sind weiblich mit zwei Griffelästen. Die vier- oder fünfzähligen Röhrenblüten sind zwittrig oder funktional männlich. Ihre Kronblätter sind röhrig, trichter- bis glockenförmig verwachsen mit vier oder fünf Kronlappen. Es sind vier oder fünf Staubblätter mit gerader Staubfadenröhre. Es sind zwei Griffeläste vorhanden und manchmal behaarte Anhängsel.
Die zylindrischen, dreikantigen bis ellipsoid-länglichen oder manchmal abgeflachten Achänen sind gerippt oder glatt, unbehaart oder behaart. In diesem Tribus ist meist ein Pappus vorhanden; er besteht aus wenigen bis vielen weißen oder farbigen Pappusborsten in einer oder mehreren Reihen, oft aus feinen, weichen Haaren; er kann weiß oder andersfarbig und haltbar oder schnell vergänglich sein.

## Vorkommen
Die Tribus Senecioneae besitzt eine fast weltweite Verbreitung. Man vermutet ihren Ursprung in sommertrockenen Habitaten des späten Tertiärs. Dies begründet wohl, dass die Verbreitungsschwerpunkte der Senecioneae heute in mediterranen Klimagebieten liegt. Sie ist eine der wenigen Pflanzengruppen, von der man Arten in allen fünf Gebieten der Welt mit mediterranem Klima findet: im Mittelmeerraum, in der Kalifornischen Floren-Provinz, in Zentral-Chile, in der Capensis und im südwestlichen Australien. Die Subtribus Othonninae und Senecioninae haben ihren Ursprung beide im Subsahara-Afrika. Senecio ist die einzige Gattung der Tribus, die in allen fünf Gebieten mit mediterranem Klima vorkommt. Aber die Taxa der Tribus Senecioneae haben sich auch in den borealen, kühl-gemäßigten oder tropischen Klimazonen ausgebreitet. Die Besiedlung so vieler unterschiedlicher Lebensräume führte zu vielfältigen morphologischen Anpassungen.
Hier einige Beispiele von Gebieten der Erde mit den Anzahlen der vorkommenden Gattungen und Arten: In Nordamerika kommen etwa 29 Gattungen mit etwa 167 Arten vor. In China kommen etwa 22 Gattungen mit etwa 261 Arten vor. In Brasilien kommen acht Gattung mit 97 Arten vor, beispielsweise im brasilianischen Bundesstaat Bahia sind fünf Gattungen und nur zwölf Arten beheimatet: Hoehneophytum (drei Arten), Emilia (drei Arten), Erechtites (drei Arten), Pseudogynoxys (eine Art) und Senecio (drei Arten). Auf der Insel Hispaniola gibt es insgesamt sieben Gattungen mit 27 Arten: Senecio (16 Arten), Erechtites (zwei Arten), Emilia (drei Arten), Pseudogynoxys (eine Art) und die dort endemischen Gattungen Herodotia (drei Arten), Mattfeldia (eine Art) und Ignurbia (eine Art).

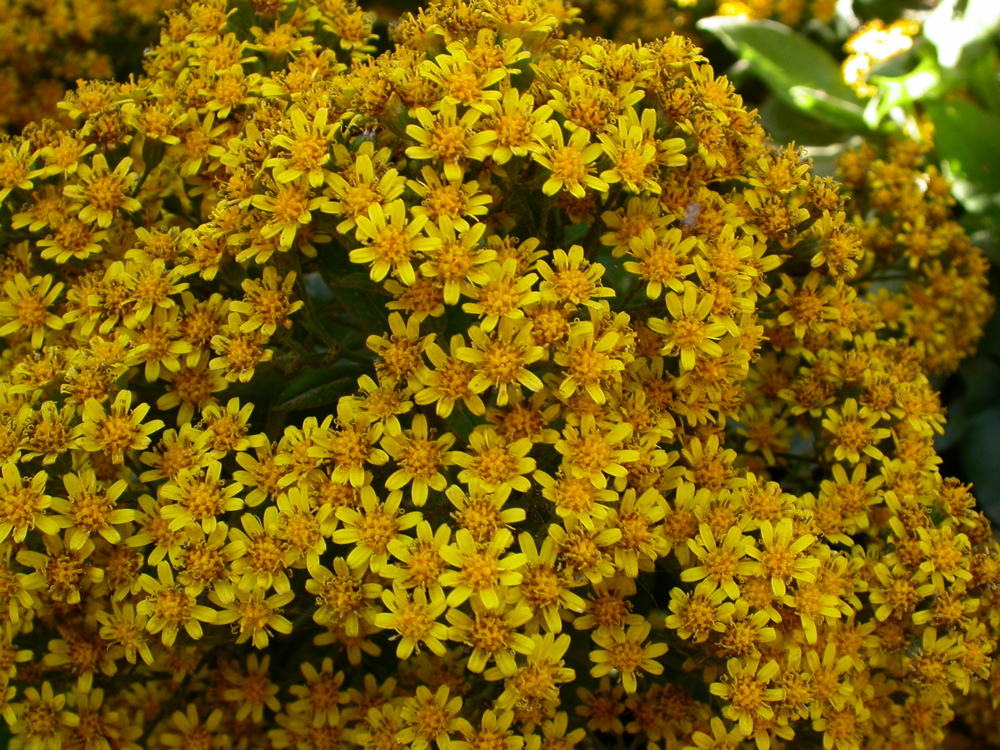
Acrisione denticulata

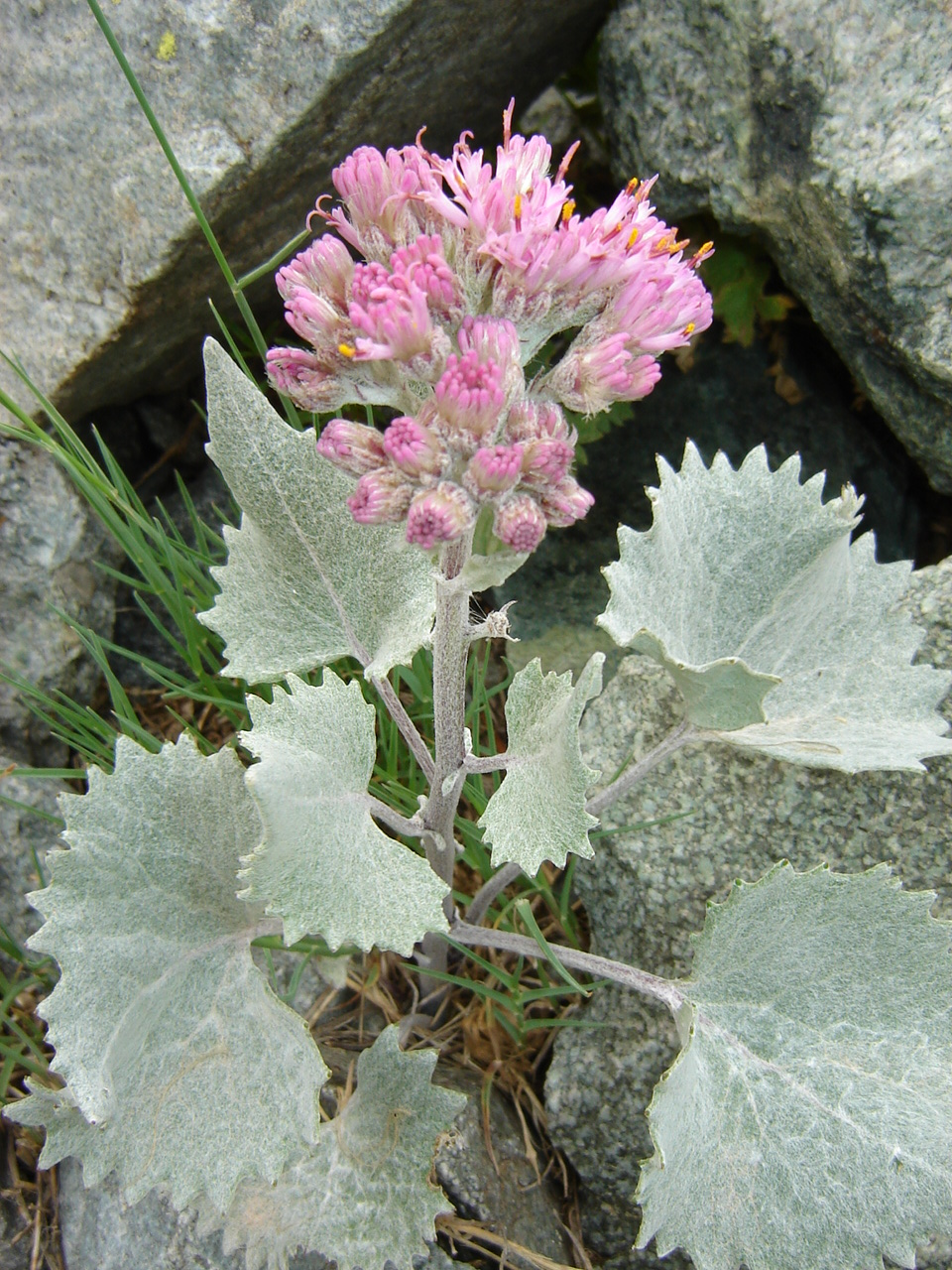
Laubblätter und Gesamtblütenstand mit vielen Blütenkörben des Weißfilzigen Alpendost (Adenostyles leucophylla)

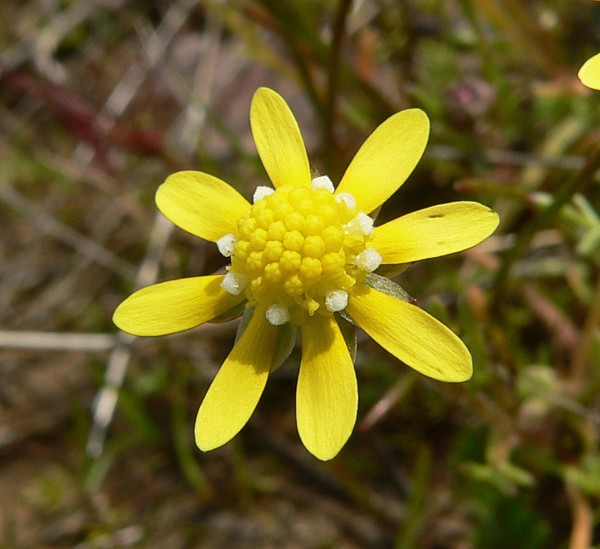
Blütenkörbchen von Blennosperma nanum mit Zungen- und Röhrenblüten

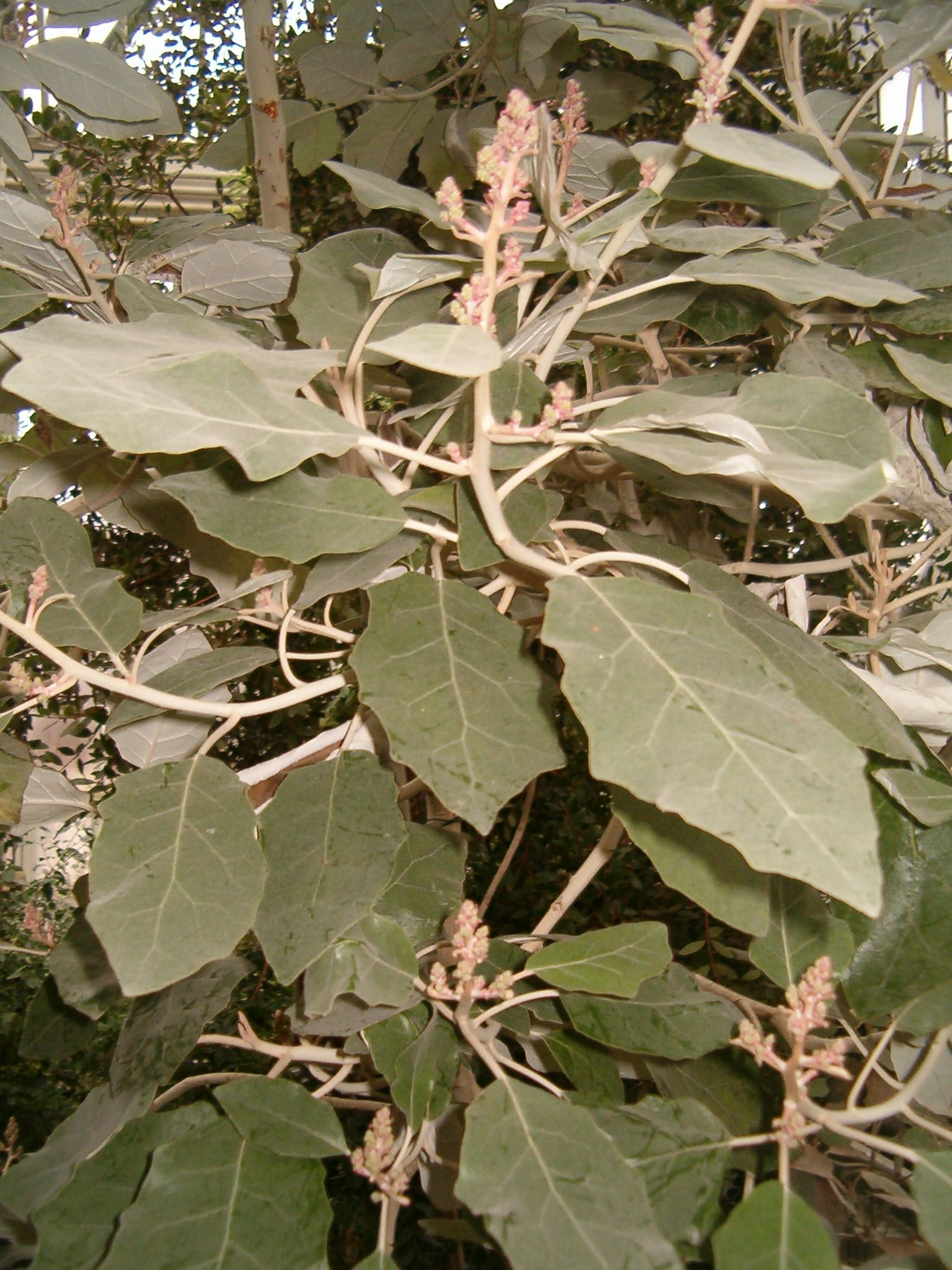
Strauchförmig wachsende Brachyglottis repanda

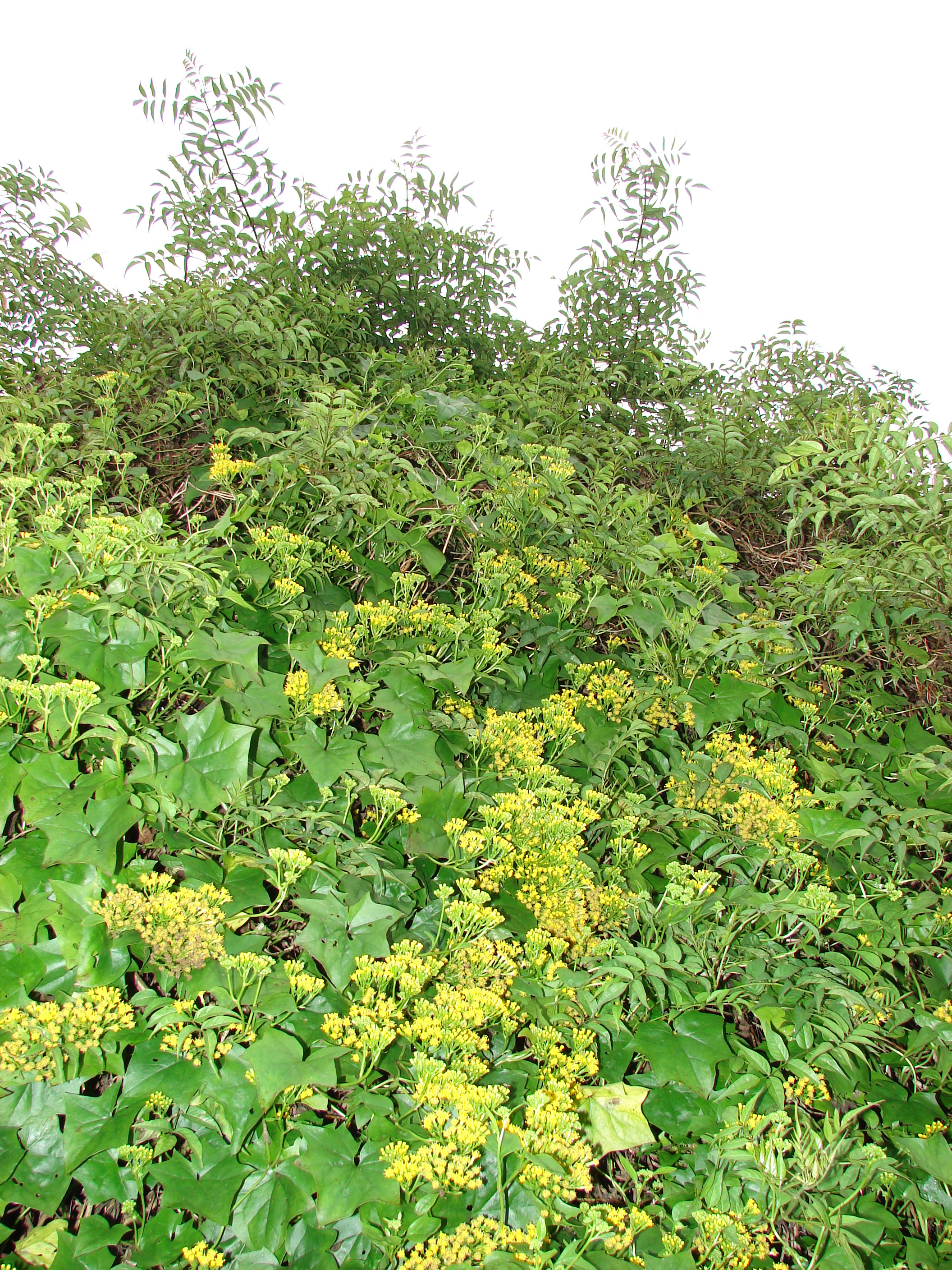
Die rankende Delairea odorata

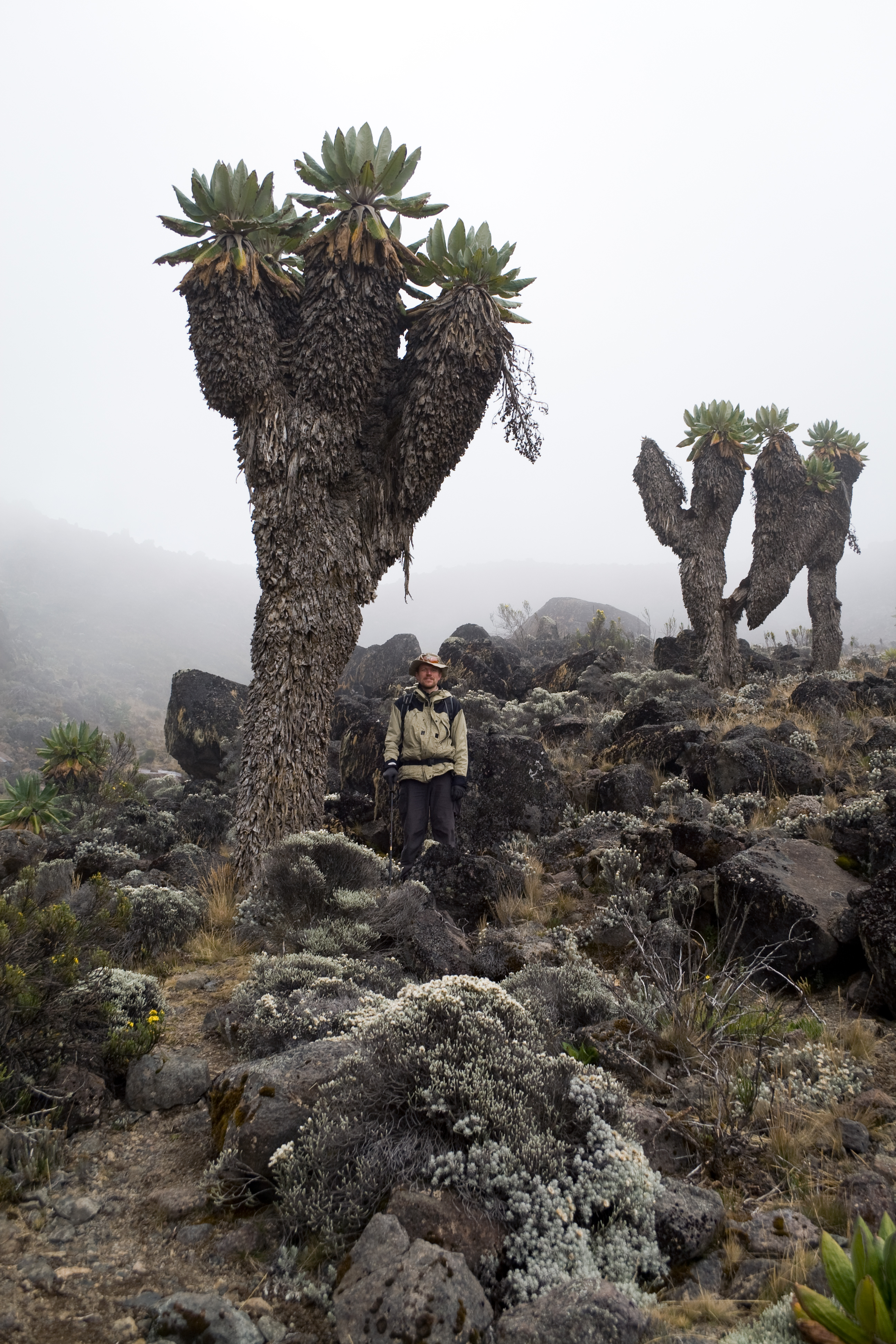
Der Schopfbaum Dendrosenecio kilimanjari

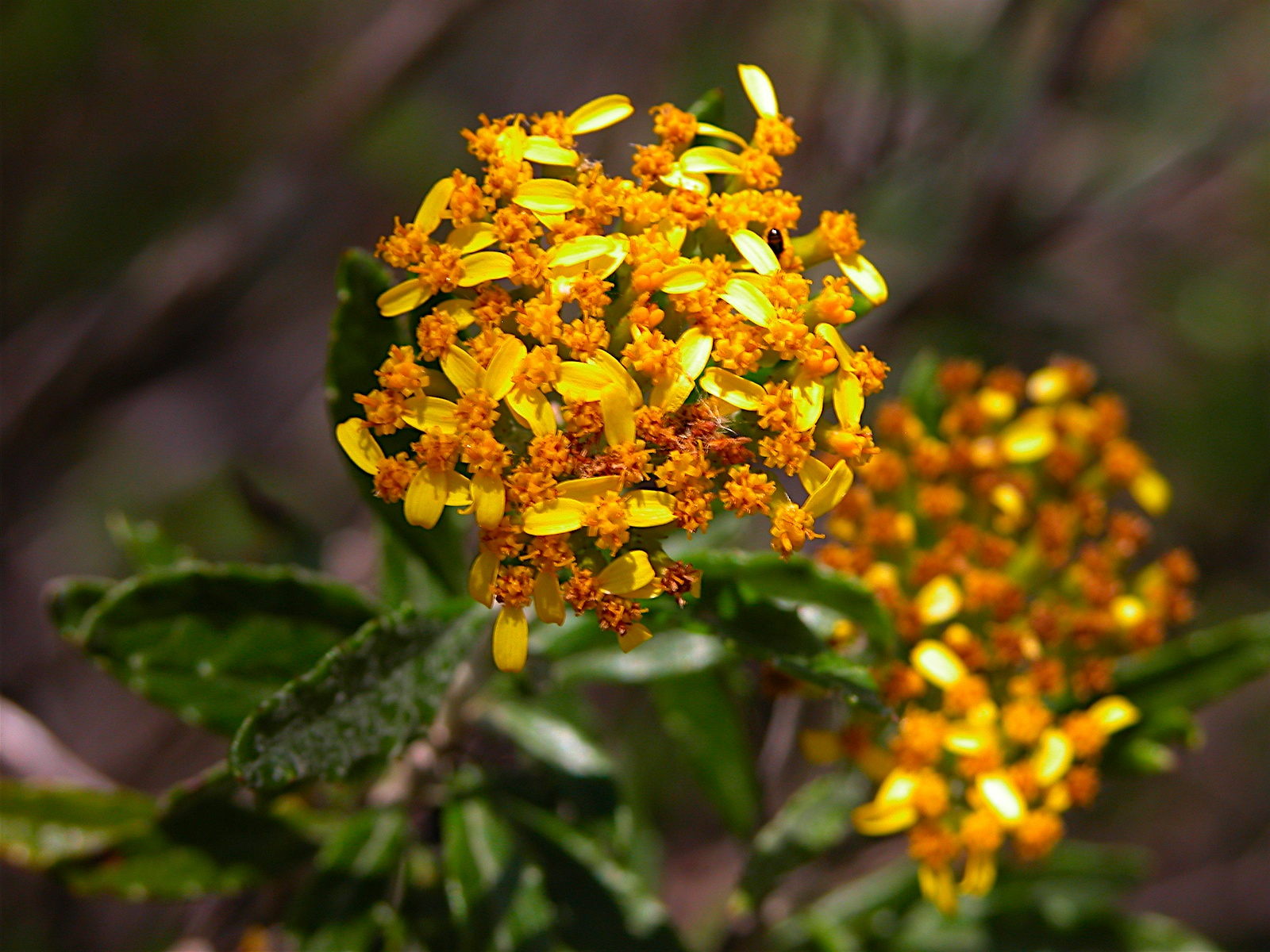
Elekmania barahonensis

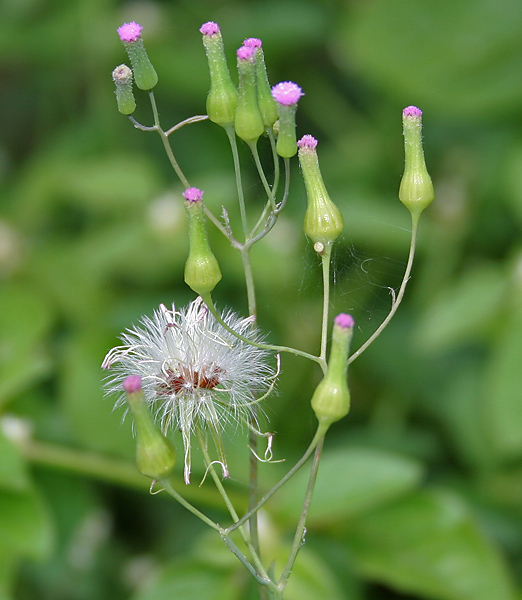
Emilia sonchifolia

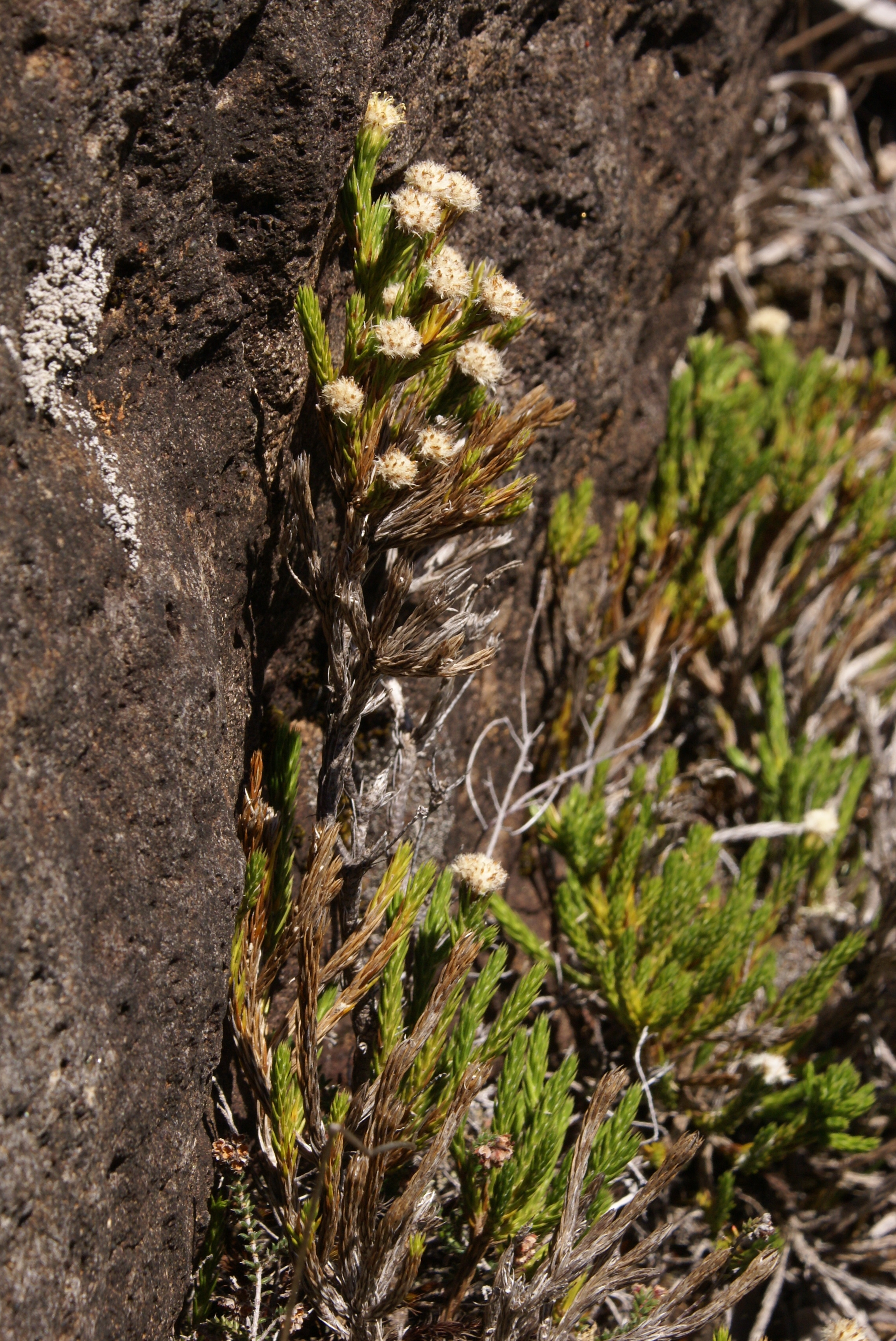
Eriotrix lycopodioides

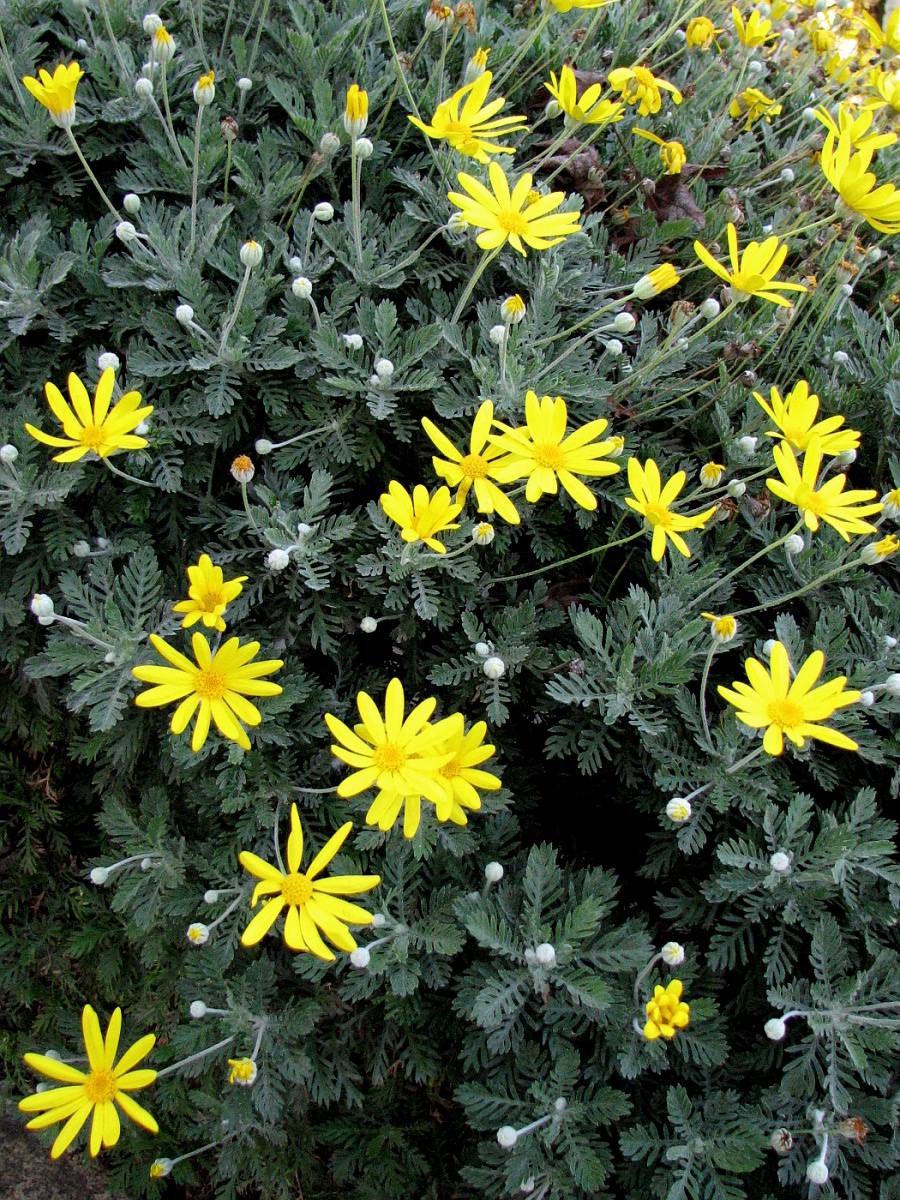
Euryops pectinatus

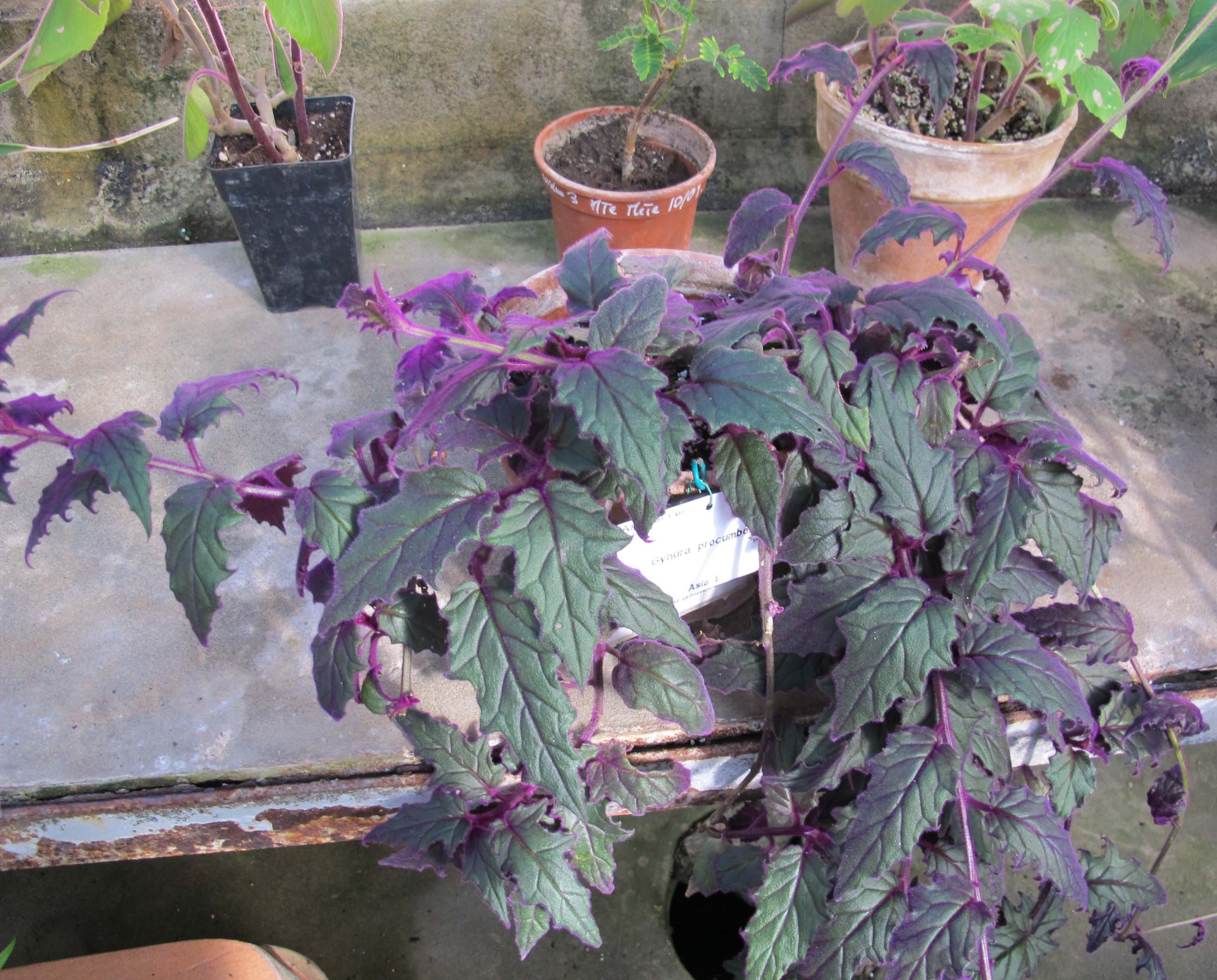
Habitus und Laubblätter von Gynura aurantiaca, sie wird als Zierpflanze verwendet

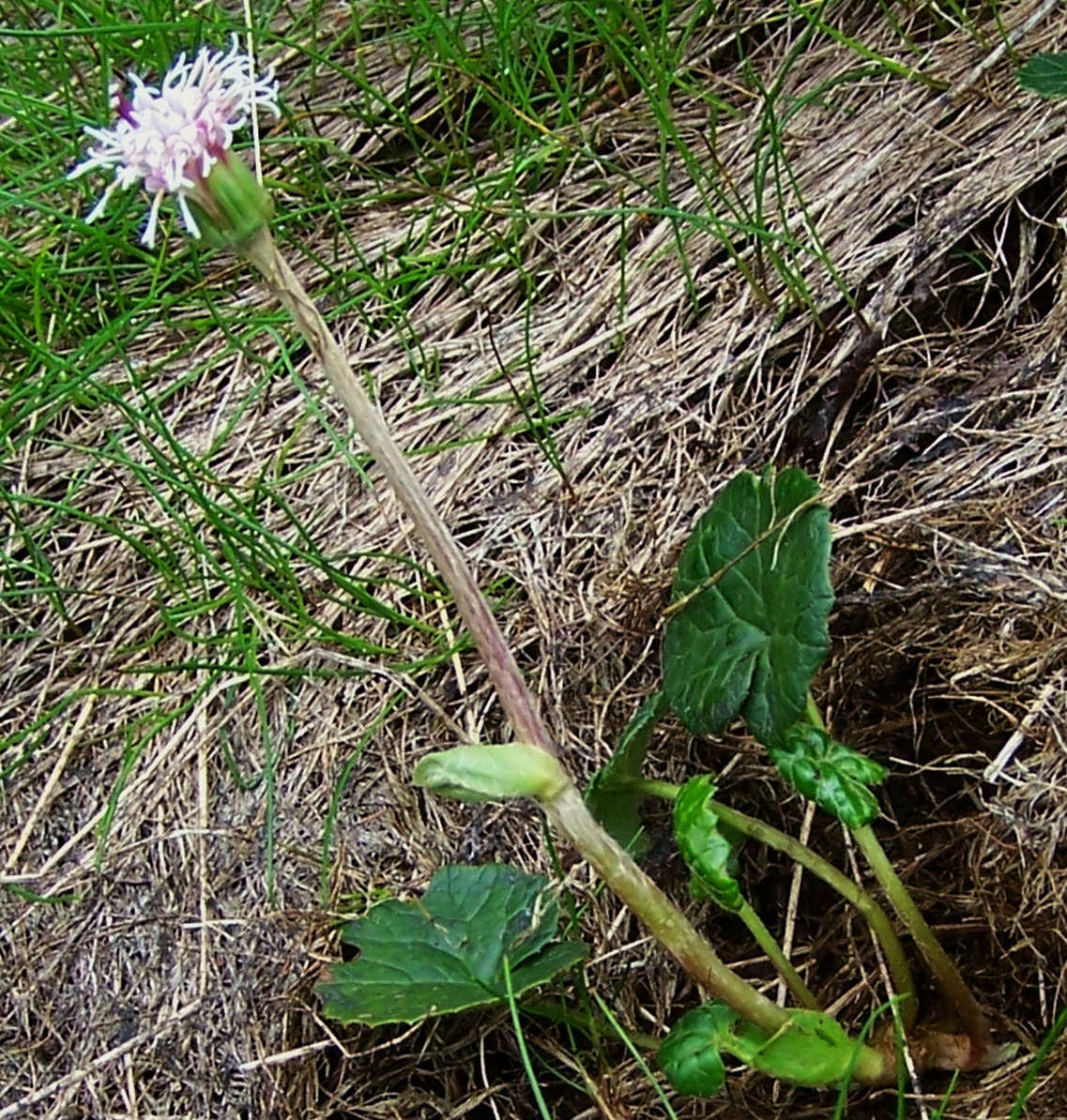
Alpen-Brandlattich (Homogyne alpina)

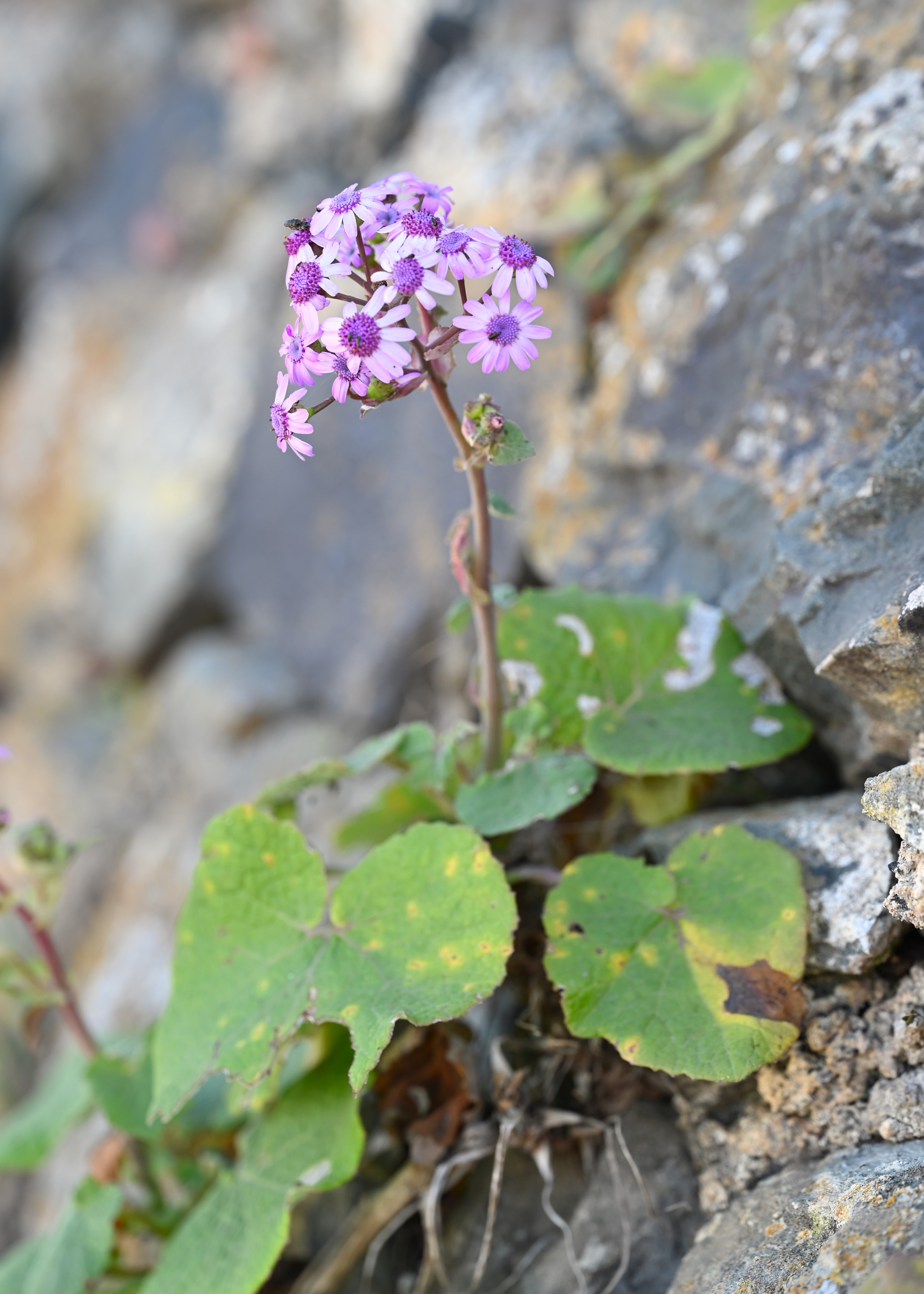
Pericallis webbii

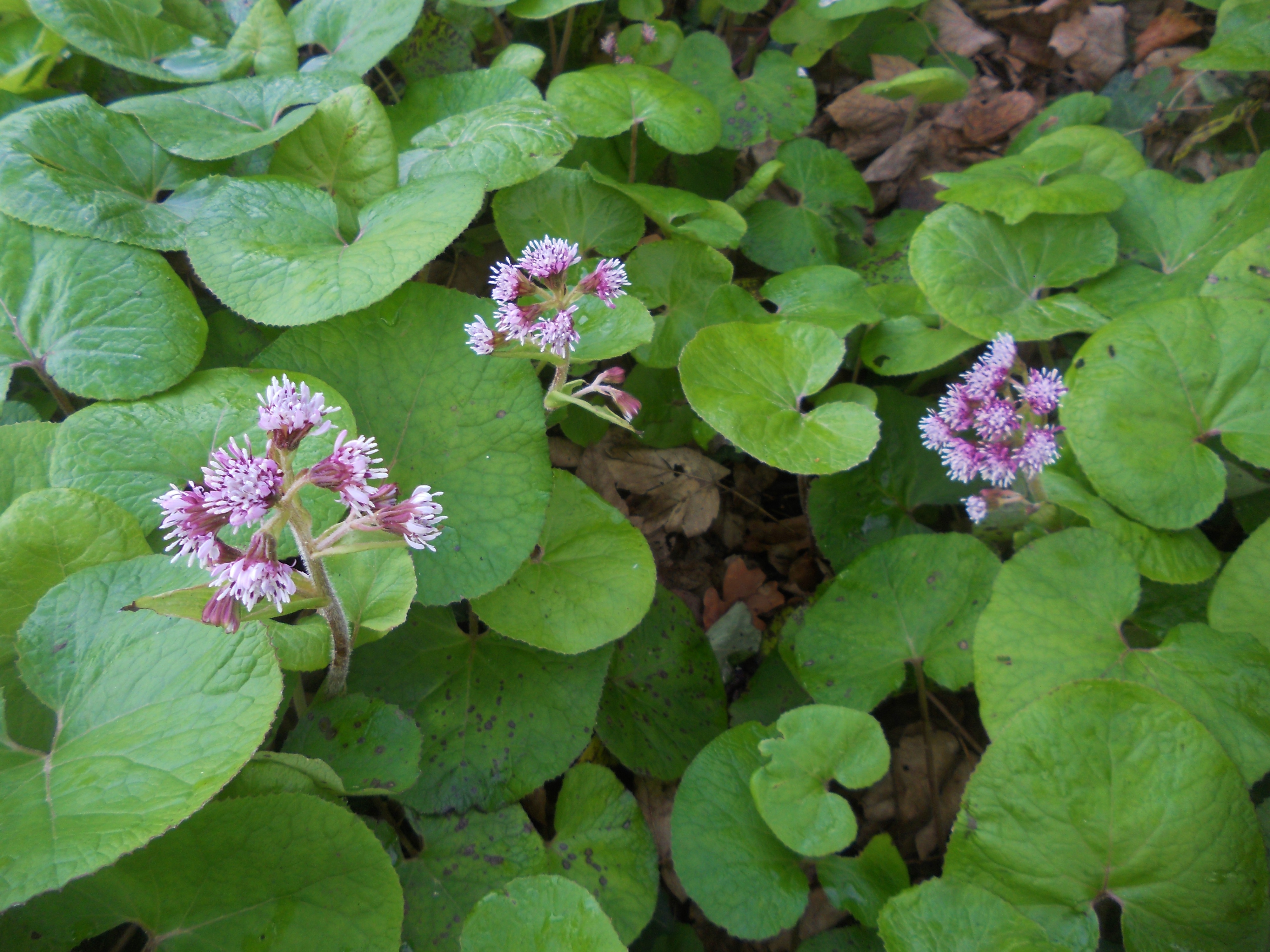
Duftende Pestwurz (Petasites pyrenaicus)

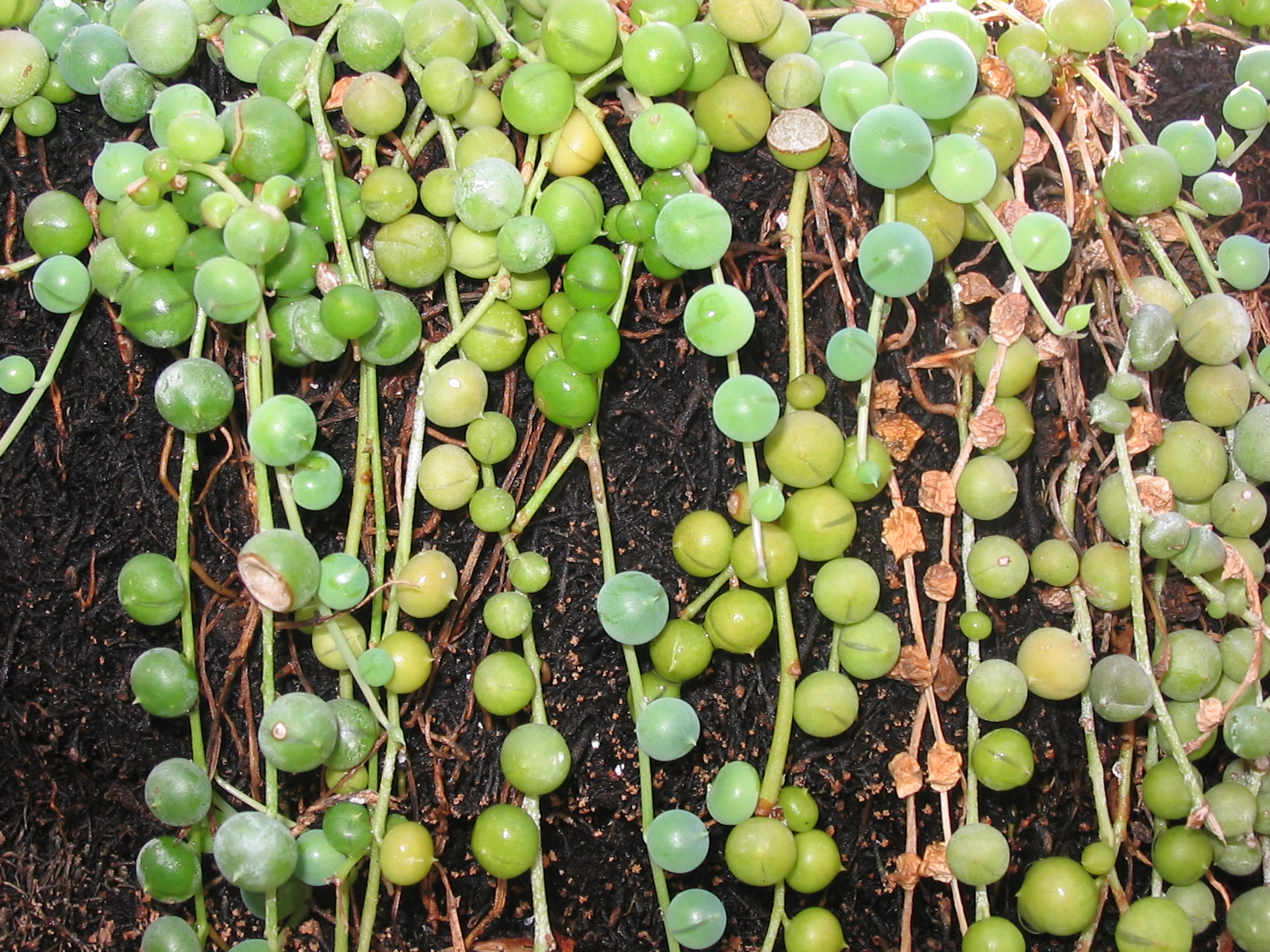
Sukkulenter Senecio rowleyanus

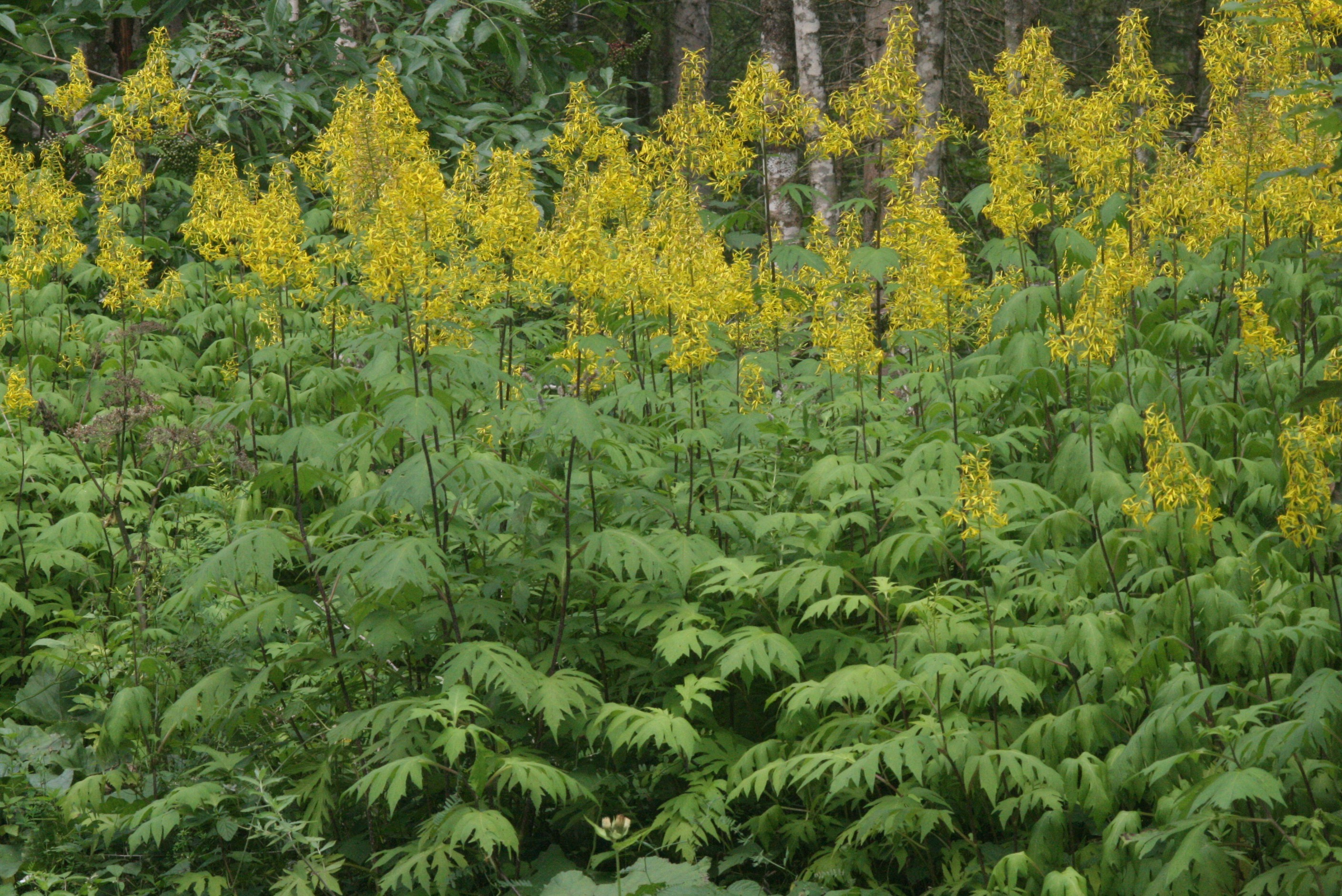
Habitus und Blütenstände des Tangutienkrautes (Sinacalia tangutica)

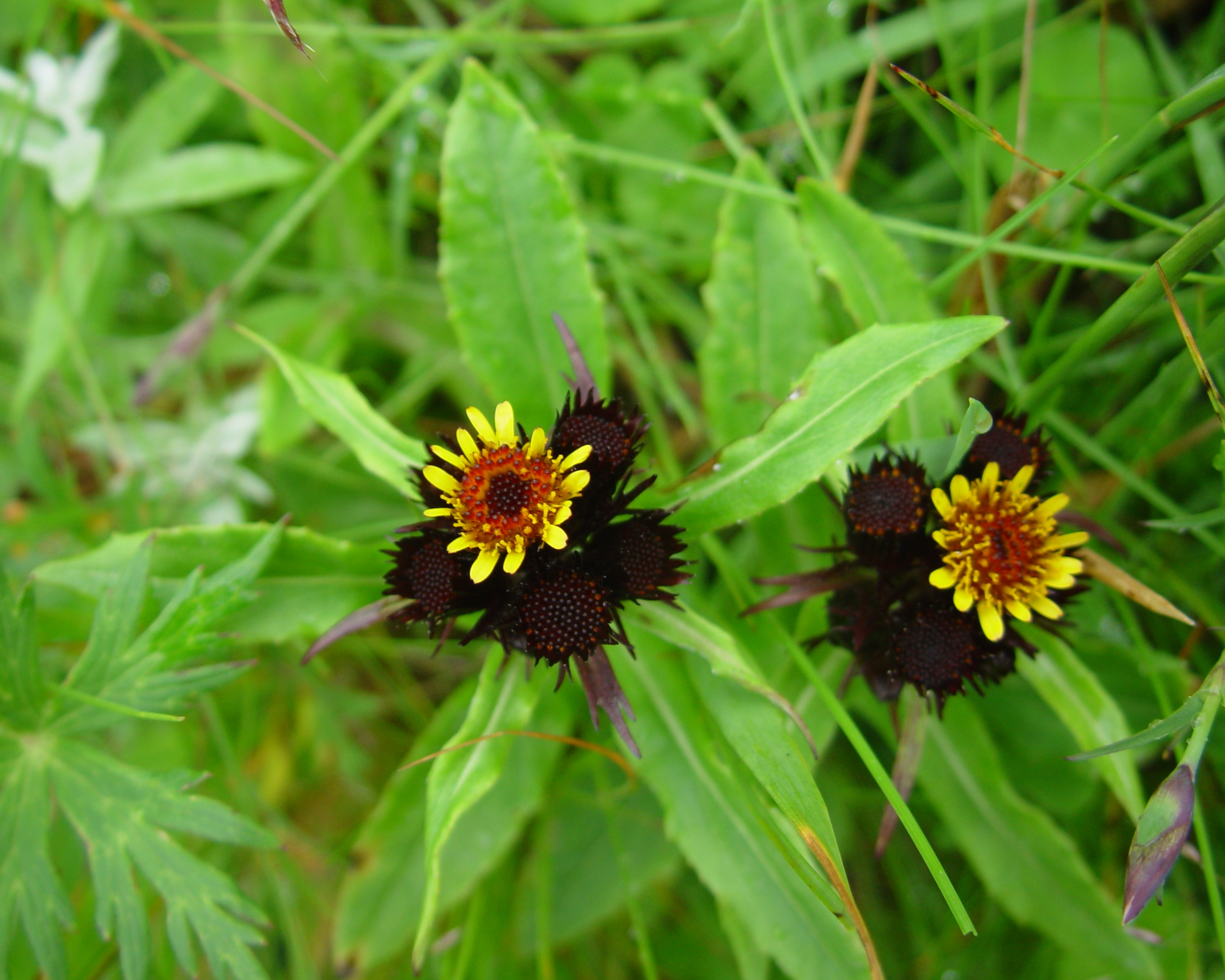
Habitus und Blütenkörbe von Tephroseris takedana

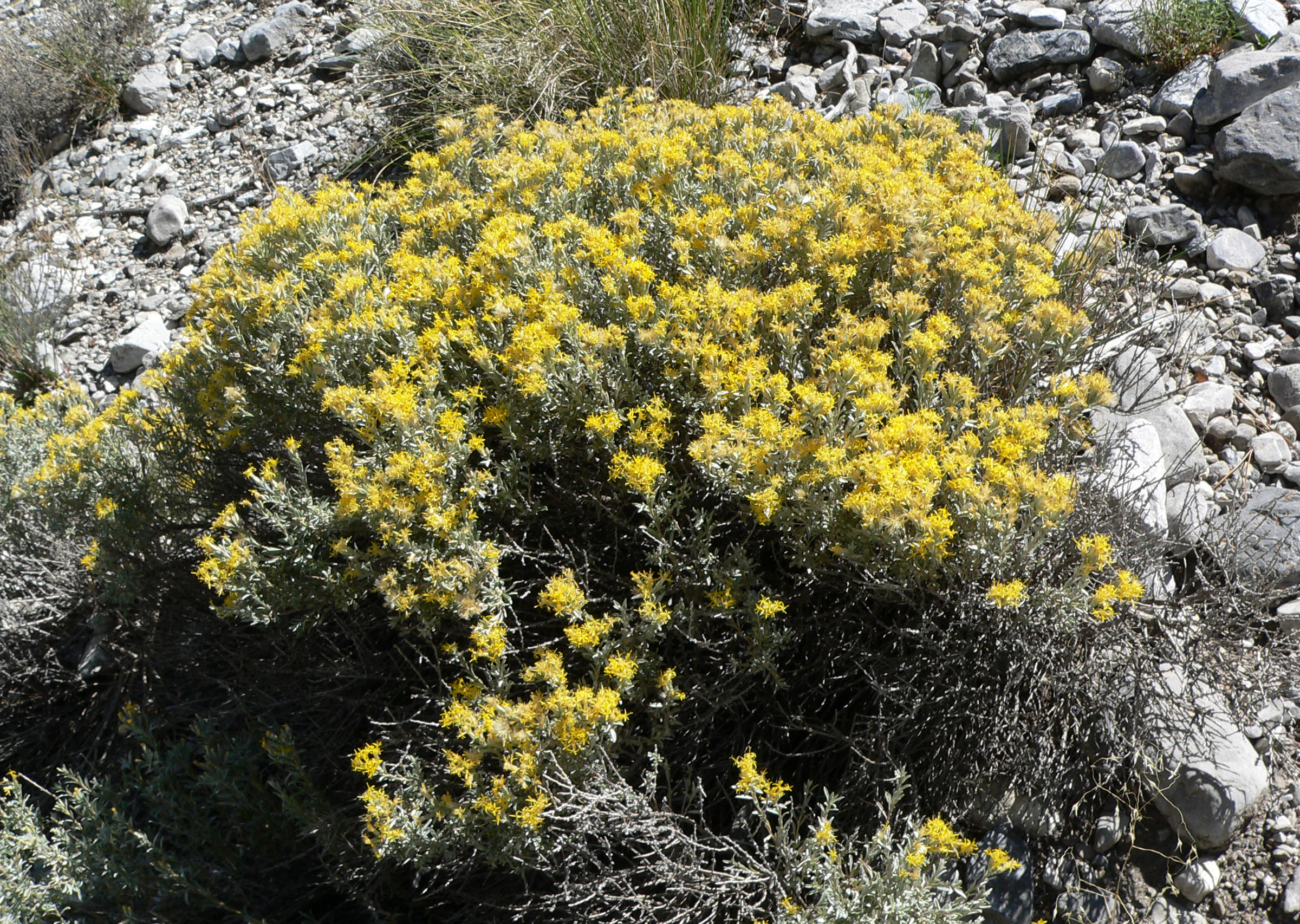
Habitus und Blütenkörbe von Tetradymia canescens im Habitat

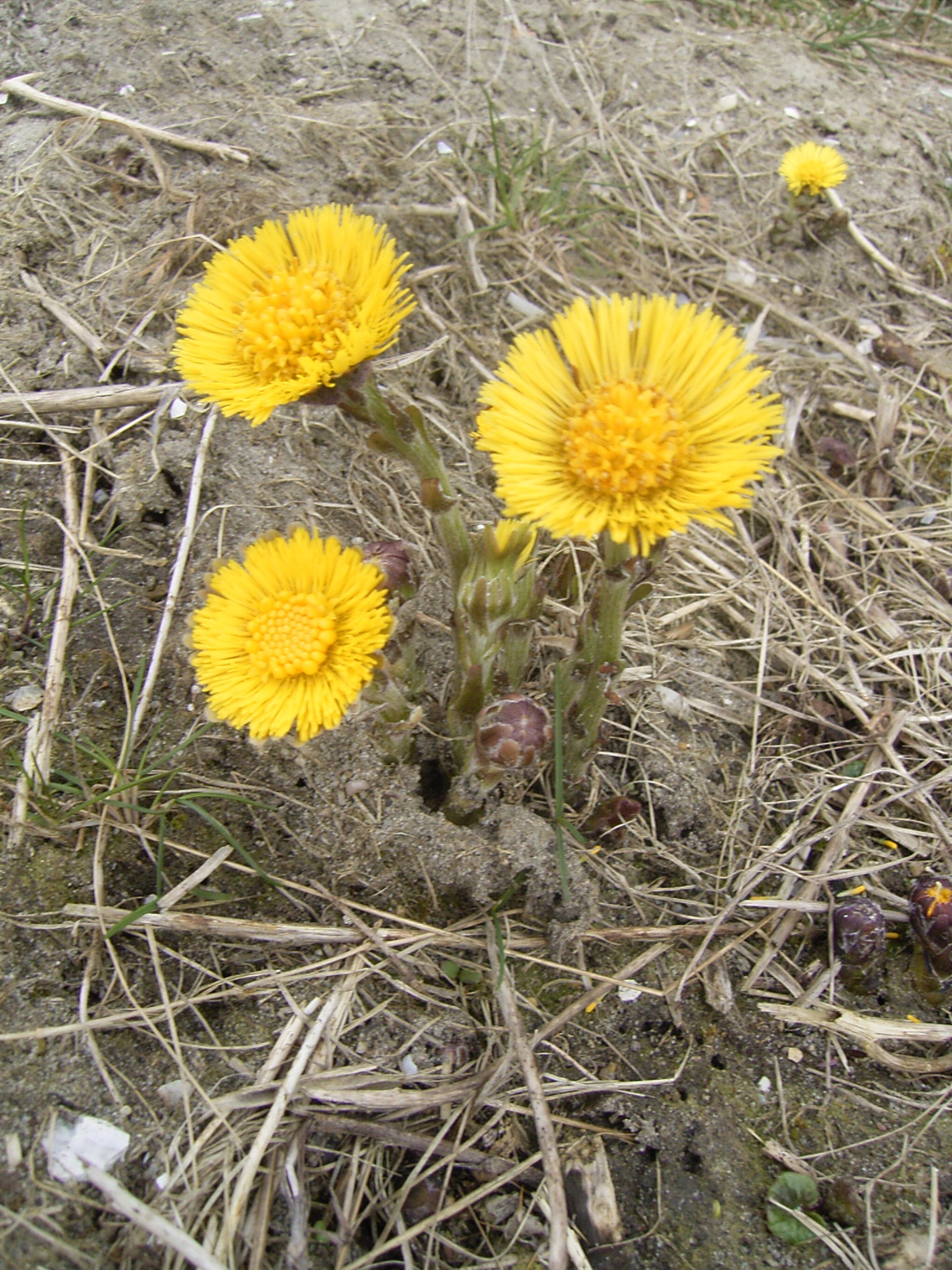
Beim Huflattich (Tussilago farfara) stehen die Blütenkörbchen einzeln

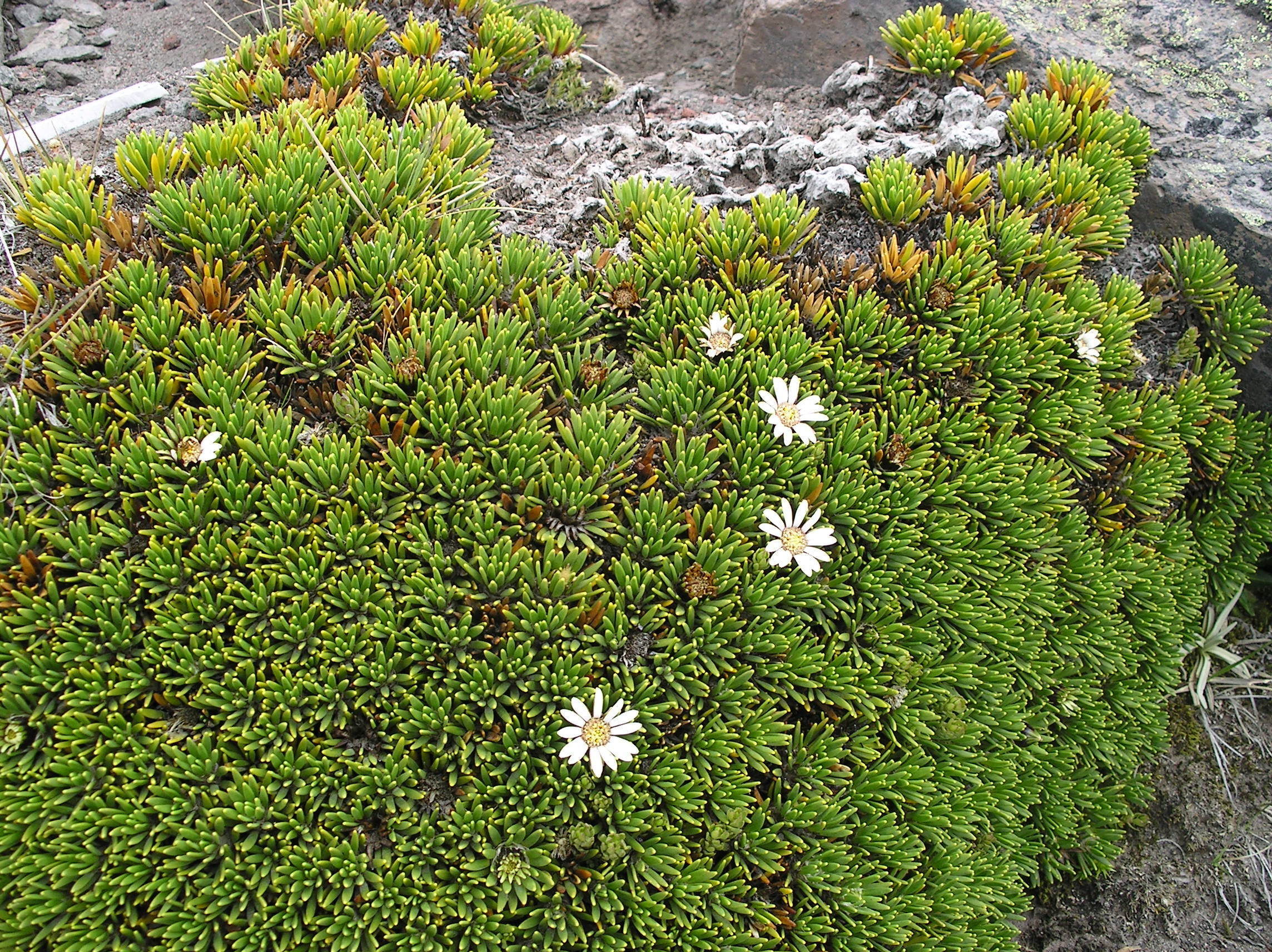
Polsterbildendes Xenophyllum humile

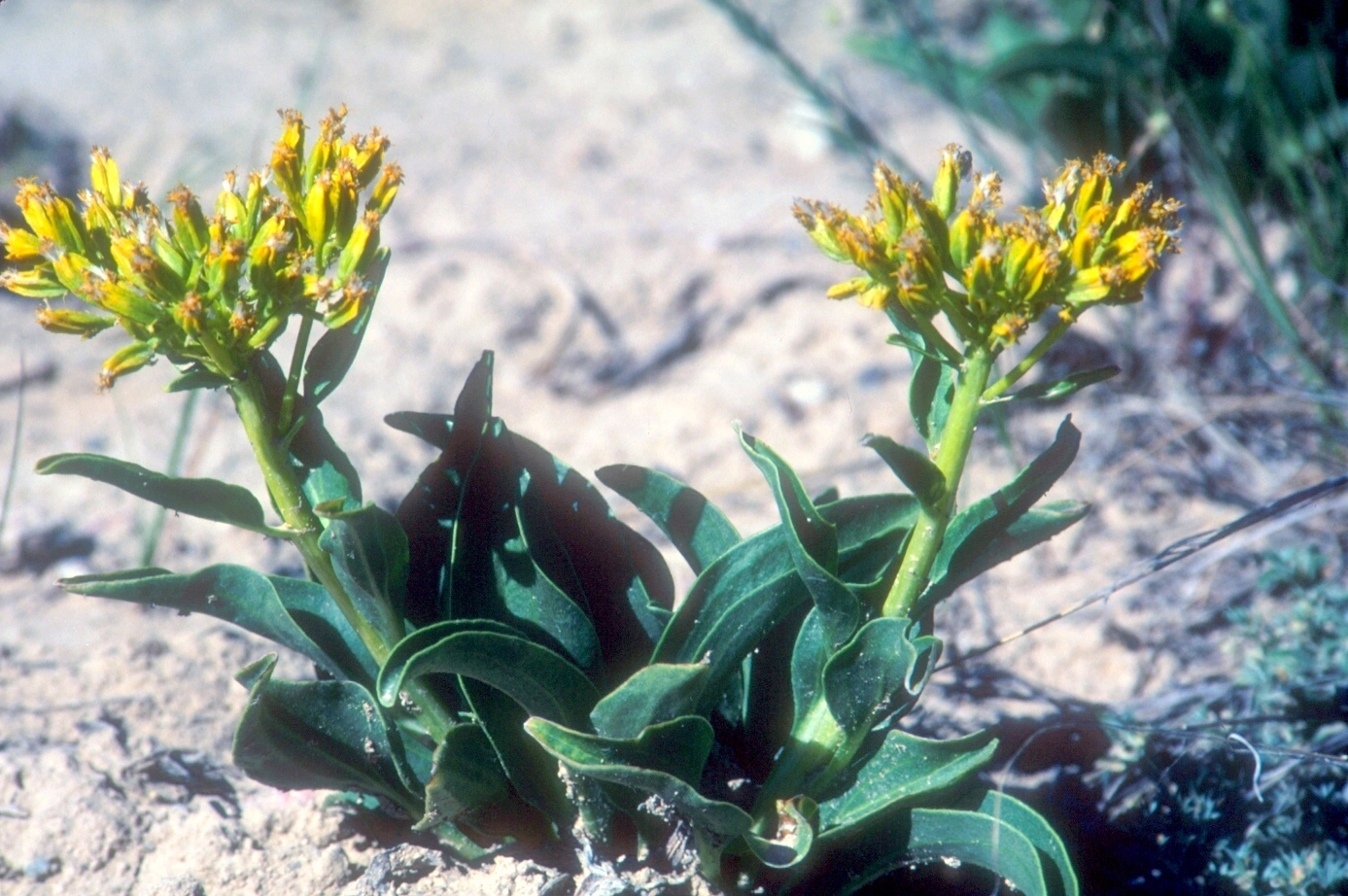
Habitus und Blütenstände von Yermo xanthocephalus am einzigen Naturstandort in Wyoming

## Systematik
Als Erstveröffentlichung des Tribusnamens Senecioneae gilt Alexandre Henri Gabriel de Cassini: Journal de Physique, de Chimie, d'Histoire Naturelle et des Arts, 88, 1819, S. 196. Die Tribus Senecioneae Cass. enthält etwa 150 Gattungen mit 3200 Arten. Sie wird in früher sieben bis heute zehn (Pieter B. Pelser et al. 2007) Subtribus gegliedert: Adenostylinae Benth. & Hook.f., Blennospermatinae, Tephroseridinae C.Jeffrey & Y.L.Chen, Abrotanellinae H.Rob., G.D.Carr, R.M.King & A.M.Powell, Othonninae, Senecioninae (Cass.) Dum., Tussilagininae (Cass.) Dum., und neu ausgegliedert aus Tussilagininae: Brachyglottidinae, Chersodominae und Doronicinae Y.R.Ling.

### Alphabetische, vollständige Gattungsliste und Verbreitung (Stand 2013)
- Abrotanella Cass.: Die etwa 18 Arten sind in Neuguinea, Australien, Neuseeland und in Südamerika verbreitet.[4]
- Acrisione B.Nord.: Die nur zwei Arten kommen nur in Chile vor.[4]
- Alpendost (Adenostyles Cass.): Die etwa vier Arten sind in Europa verbreitet.[5]
- Aequatorium B.Nord.: Die etwa 20 Arten sind in Peru, Bolivien und im nördlichen Argentinien verbreitet.[4]
- Aetheolaena Cass.: Die 15 bis 18 Arten gedeihen in den Anden.
- Angeldiazia M.O.Dillon & Zapata: Sie enthält nur eine Art:
  - Angeldiazia weigendii M.O.Dillon & Zapata[6]: Sie kommt in den peruanischen Departamentos Cajamarca, Lambayeque und Piura vor.
- Antillanthus B.Nord.: Die etwa 17 Arten kommen nur in Kuba vor.
- Arnoglossum Raf. (Syn.: Conophora (DC.) Nieuwl., Mesadenia Raf.): Die etwa acht Arten sind im östlichen Nordamerika verbreitet.[7]
- Arbelaezaster Cuatrec.: Sie enthält nur eine Art:
  - Arbelaezaster ellsworthii (Cuatrec.) Cuatrec.: Sie kommt nur in Kolumbien vor.[4]
- Arrhenechthites Mattf.: Die etwa sechs Arten gedeihen in den Gebirgen von Celebes, Neuguinea und in den Australischen Alpen.[4]
- Austrosynotis C.Jeffrey: Sie enthält nur eine Art:
  - Austrosynotis rectirama (Bak.) C.Jeffrey: Sie ist im tropischen südlichen Afrika verbreitet.[4]
- Bafutia C.D.Adams: Sie enthält nur eine Art:
  - Bafutia tenuicaulis C.D.Adams: Sie ist im tropischen Westafrika verbreitet.
- Barkleyanthus H.Rob. & Brettell: Sie enthält nur eine Art:
  - Barkleyanthus salicifolius (Kunth) H.Rob. & Brettell: Sie ist von den südwestlichen USA über Mexiko bis Zentralamerika verbreitet.[7]
- Bertilia Cron: Sie enthält nur eine Art:
  - Bertilia hantamensis (Manning & Goldblatt) G.Cron: Es ist ein Endemit der südafrikanischen Provinz Nordkap.[8]
- Bethencourtia Choisy (Syn.: Canariothamnus B.Nord. nom. illeg.)[9]: Die etwa drei Arten kommen nur auf den Kanaren, zwei davon nur auf Gomera vor.[5]
- Blennosperma Less.: Von den nur drei Arten kommen zwei Arten in Kalifornien und eine in Chile vor.[7]
- Bolandia G.Cron: Die fünf Arten sind in Südafrika verbreitet.[10][11][12]
- Brachionostylum Mattf.: Sie enthält nur eine Art:
  - Brachionostylum pullei Mattf.: Sie kommt nur in den Bergen Neuguineas vor.
- Brachyglottis J.R.Forst. & G.Forst. (Syn.: Centropappus Hook. f., Bedfordia DC.): Von den etwa 39 Arten kommen 38 nur in Neuseeland vor und nur Brachyglottis brunonis (Hook. f.) B.Nord. kommt nur in Tasmanien vor.[13][14]
- Cabreriella Cuatrec.: Die etwa zwei Arten kommen nur in Kolumbien vor.[4]
- Cacaliopsis A.Gray: Sie enthält nur eine Art:
  - Cacaliopsis nardosmia (A.Gray) A.Gray: Sie ist im westlichen Nordamerika verbreitet.[7]
- Capelio B.Nord. (Syn.: Alciope DC.): Die nur drei Arten kommen nur in südafrikanischen Provinz Westkap vor.[15]
- Caucasalia B.Nord.: Die etwa vier Arten kommen in der Türkei und im Kaukasusraum vor.[4]
- Caxamarca M.O.Dillon & Sagást.:[16] Die seit 2009 zwei Arten kommen nur in Peru vor.
- Charadranaetes J.Janovec & H.Rob.: Sie enthält nur eine Art:
  - Charadranaetes durandii (Klatt) J.Janovec & H.Rob.: Sie kommt nur in Costa Rica vor.[4]
- Chersodoma Phil.: Die etwa neun Arten gedeihen in den Anden.
- Cineraria L.: Die 15 bis 20 Arten sind im tropischen sowie besonders im südlichen Afrika, in Madagaskar und im südwestlichen Teil der Arabischen Halbinsel verbreitet.[4]
- Cissampelopsis (DC.) Miq.: Die etwa 20 Arten sind im tropischen Afrika und Asien weitverbreitet.
- Crassocephalum Moench: Die etwa 24 Arten sind in Afrika, Madagaskar, auf den Maskarenen und im Jemen verbreitet. Fünf Arten gedeihen in Sommerregengebieten der Capensis.
- Crassothonna B.Nord.: Diese Gattung wurde 2012 aus Senecio ausgegliedert. Die etwa 15 Arten sind in Südafrika und Namibia verbreitet.[17]
- Cremanthodium Benth.: Die etwa 67 Arten sind in China, Bhutan, Indien, Kaschmir, Myanmar, Nepal und Pakistan weit verbreitet. Alle Arten kommen in China vor, 45 davon nur dort.[1]
- Crocidium Hook.: Sie enthält nur eine Art:
  - Crocidium multicaule Hook.: Sie ist im westlichen Nordamerika verbreitet.[7]
- Culcitium Humb. & Bonpl.: Die etwa 17 Arten kommen in Südamerika vor.
- Dauresia B.Nord. & Pelser: Sie enthält nur eine Art:
  - Dauresia alliariifolia (O.Hoffm.) B.Nord. & Pelser: Sie ist in der Capensis verbreitet.[18]
- Delairea Lem.: 
  - Delairea odorata Lem.: Kletterpflanze. Sie ist nur in Südafrika natürlich verbreitet, aber beispielsweise in Kalifornien, Oregon und Australien ein Neophyt.[7]
  - Delairea aparadensis: Südliches Brasilien. Kleiner Strauch, 40 bis 150 cm hoch. Wurde erst 2021 beschrieben.[19]
- Dendrocacalia (Nakai) Nakai ex Tuyama: Sie enthält nur eine Art:
  - Dendrocacalia crepidifolia (Nakai) Nakai ex Tuyama: Sie kommt nur auf den Inseln (Ogasawara-guntō) südöstlich von Japan vor.[4]
- Dendrophorbium (Cuatrec.) C.Jeffrey: Die etwa 75 Arten sind in Südamerika weit verbreitet.[4]
- Dendrosenecio (Hauman ex Hedberg) B.Nord.: Die vier bis elf Arten sind in Afrika weit verbreitet.[4]
- Dicercoclados C.Jeffrey & Y.L.Chen: Sie enthält nur eine Art:
  - Dicercoclados triplinervis C.Jeffrey & Y.L.Chen: Sie kommt nur in Guizhou vor.[1]
- Digitacalia Pippen: Die etwa fünf Arten kommen in Mexiko vor.[4]
- Dolichoglottis B.Nord.: Die etwa zwei Arten kommen nur auf der Südinsel Neuseelands vor.
- Dolichorrhiza (Pojark.) Galushko: Die etwa vier Arten sind im Kaukasusraum und im Iran verbreitet.[4]
- Gämswurzen (Doronicum L.): Die 35[7] bis 40 Arten sind in den gemäßigten Gebieten Eurasiens und in Nordafrika verbreitet.
- Dorobaea Cass.: Die drei Arten gedeihen in den Anden.[4]
- Dresslerothamnus H.Rob.: Die vier oder fünf Arten kommen von Costa Rica über Panama bis Kolumbien vor.
- Ekmaniopappus A.Borhidi: Die etwa zwei Arten kommen nur auf Hispaniola vor.[4]
- Elekmania B.Nord.: Die neun bis elf Arten kommen nur auf Hispaniola vor. Es sind Halbsträucher oder Sträucher.
- Emilia (Cass.) Cass.: Die 50 bis 100[7] paläotropischen Arten sind in Afrika und Asien verbreitet, davon kommen fünf in der Capensis vor. Einige Arten sind in der Neotropis invasive Pflanzen.[7] Beispielsweise:
  - Orangerote Emilie (Emilia coccinea (Sims) G.Don)
- Emiliella S.Moore: Die etwa fünf Arten kommen in Angola, Zaire und Sambia vor.
- Endocellion Turcz. ex Herder: Die etwa zwei Arten sind in Sibirien verbreitet.[4]
- Scheingreiskräuter (Erechtites Raf.): Die etwa zwölf Arten sind hauptsächlich in der Neuen Welt, aber auch auf den Pazifischen Inseln, in Neuseeland und Australien verbreitet. Einige Arten sind in einigen Gebieten der Welt invasive Pflanzen.[7]
- Eriotrix Cass.: Die etwa zwei Arten kommen nur auf Réunion vor. Es sind Sträucher.[4]
- Euryops (Cass.) Cass.: Von den etwa 97 Arten sind 89 Elemente der Capensis, die anderen verteilen sich im übrigen Afrika, und eine Art gibt es auch auf der Arabischen Halbinsel sowie auf Socotra. Einige Sorten werden als Zierpflanzen verwendet.
- Farfugium Lindl.: Die nur zwei Arten sind in Japan und China verbreitet.[1]
- Faujasiopsis C.Jeffrey: Die etwa drei Arten kommen nur auf den Maskarenen vor.[4]
- Faujasia Cass.: Die etwa vier Arten kommen nur auf Réunion vor.[4]
- Garcibarrigoa Cuatrec.: Die etwa zwei Arten kommen in Kolumbien vor.[4]
- Graphistylis B.Nord.: Die etwa acht Arten sind im südlichen Brasilien verbreitet.[4]
- Gymnodiscus Less.: Die nur zwei Arten sind in der Capensis verbreitet.
- Gynoxys Cass.: Die etwa 130 Arten sind von Zentralamerika bis Peru weit verbreitet.[4]
- Gynura Cass.: Die etwa 40 Arten sind im tropischen Asien, Afrika, Madagaskar, Australien und den südwestlichen Pazifischen Inseln weit verbreitet. Zu ihnen gehört auch:
  - Gynura aurantiaca (Blume) DC.: Sie ist auf Java und Sulawesi beheimatet.[4] Sie wird als Zierpflanze verwendet.[7]
- Haastia Hook. f.: Die etwa drei Arten kommen nur auf der Südinsel Neuseelands vor.
- Hasteola Raf.: Die nur zwei Arten sind in den östlichen USA verbreitet.[7]
- Herodotia Urb. & Ekm.: Sie enthält nur eine Art:
  - Herodotia haitiensis Urb. & Ekm.: Sie kommt nur auf Hispaniola vor.[4]
- Herreranthus B.Nord.: Sie enthält nur eine Art:
  - Herreranthus rivalis (Greenm.) B.Nord.: Sie wächst als Strauch oder kleiner Baum nur in Kuba.
- Hertia Less.: Die etwa zehn Arten sind in Afrika und im südwestlichen Asien verbreitet, davon kommen fünf in der Capensis vor.
- Hoehnephytum Cabrera: Die etwa drei Arten sind in Brasilien verbreitet.[4]
- Brandlattich (Homogyne Cass.): Die etwa drei Arten kommen in den Gebirgen Europas vor,[4] zu ihnen gehört:
  - Alpen-Brandlattich (Homogyne alpina (L.) Cass.)
  - Filz-Brandlattich (Homogyne discolor (Jacq.) Cass.)
  - Homogyne sylvestris Cass.: Sie kommt in Österreich, Italien, Slowenien und Kroatien vor.[5]
- Hubertia Bory: Die etwa 25 Arten kommen auf Madagaskar und auf den Maskarenen vor.[4]
- Humbertacalia C.Jeffrey: Die etwa acht Arten kommen auf Madagaskar und auf den Maskarenen vor.[4]
- Ignurbia B.Nord.: Sie enthält nur eine Art:
  - Ignurbia constanzae (Urb.) B.Nord.: Sie kommt nur auf der Insel Hispaniola vor.[3]
- Io B.Nord.: Sie enthält nur eine Art:
  - Io amboadrombensis (Humbert) B.Nord.:Sie kommt nur auf Madagaskar vor.[4]
- Iocenes B.Nord.: Sie enthält nur eine Art:
  - Iocenes acanthifolius (Hombr. & Jacq.) B.Nord.: Sie kommt in Patagonien vor.[4]
- Iranecio B.Nord.: Die 15 Arten kommen von Südosteuropa bis zum Iran vor.[4]
- Ischnea F.Muell.: Die vier Arten kommen in Neuguinea vor.[4]
- Jacmaia B.Nord.: Sie enthält nur eine Art:
  - Jacmaia incana (Sw.) B.Nord.: Sie kommt nur in Jamaika vor.
- Jacobaea Mill. (früher manchmal in Senecio L.): Sie enthält etwa 45 Arten.[20] Darunter:
  - Eberrauten-Greiskraut (Jacobaea abrotanifolia (L.) Moench, Syn.: Senecio abrotanifolius L.)
  - Alpen-Greiskraut (Jacobaea alpina (L.) Moench, Syn.: Senecio alpinus (L.) Scop.)
  - Wasser-Greiskraut (Jacobaea aquatica (Hill) G.Gaertn. & al., Syn.: Senecio aquaticus Hill)
  - Raukenblättriges Greiskraut (Jacobaea erucifolia (L.) G.Gaertn. & al., Syn.: Senecio erucifolius L.)
  - Graues Greiskraut oder Grau-Greiskraut (Jacobaea incana (L.) Veldkamp, Syn.: Senecio incanus L.): Mit der Unterart:
    - Krainer Greiskraut (Jacobaea incana subsp. carniolica (Willd.) B.Nord. & Greuter, Syn.: Senecio carniolicus Willd.)

  - Jacobaea maritima (L.) Pelser & Meijden (Syn.: Cineraria maritima (L.) L.)
  - Sumpf-Greiskraut (Jacobaea paludosa (L.) G.Gaertn. & al., Syn.: Senecio paludosus L.)
  - Berg-Greiskraut (Jacobaea subalpina (W.D.J.Koch) Pelser & Veldkamp, Syn.: Senecio subalpinus W.D.J.Koch)
  - Jakobs-Greiskraut (Jacobaea vulgaris Gaertn., Syn.: Senecio jacobaea L.)
- Jessea H.Rob. & Cuatrec.: Mit vier Arten, die in Costa Rica und in Panama vorkommen.[4]
- Kleinia Mill.: Die etwa 40 Arten sind hauptsächlich im tropischen Afrika verbreitet. Einige Arten kommen im Nahen Osten, Indien und auf Sri Lanka vor. Es gibt fünf Arten in der Capensis. Zu dieser Gattung gehört:
  - Oleanderblättrige Kleinie (Kleinia neriifolia Haw., Syn.: Senecio kleinia (L.) Less.)
- Lachanodes DC.: Sie enthält nur eine Art:
  - Lachanodes arborea (Roxb.) B.Nord.: Sie ist ein Endemit auf St. Helena.[4]
- Lamprocephalus B.Nord.: Sie enthält nur eine Art:
  - Lamprocephalus montanus B.Nord.: Dieser Endemit der südafrikanischen Provinz Westkap gedeiht auf Bergen.
- Lasiocephalus Schlecht.: Die etwa vier Arten kommen in Südamerika vor.
- Leonis B.Nord.: Sie enthält nur eine Art:
  - Leonis trineura (Griseb.) B.Nord.: Sie kommt auf Kuba und Hispaniola vor.
- Lepidospartum (A.Gray) A.Gray: Die nur drei Arten sind von den südwestlichen USA bis zum nordwestlichen Mexiko verbreitet.[7]
- Goldkolben (Ligularia Cass.): Die etwa 140 Arten sind in Eurasien, hauptsächlich in gemäßigten Gebieten verbreitet. In China gibt es 124 Arten, davon kommen 89 nur dort vor.[1] Hierher gehört:
  - Sibirischer Goldkolben (Ligularia sibirica Cass.)
- Ligulariopsis Y.L.Chen: Sie enthält nur eine Art:
  - Ligulariopsis shichuana Y.L.Chen: Sie kommt nur in Shaanxi und Gansu vor.[1]
- Lomanthus B.Nord. & Pelser: Sie ist in Ekuador, Peru, Bolivia und Argentinien verbreitet.[21]
- Lopholaena DC.: Die etwa 20 Arten sind im tropischen und südlichen Afrika verbreitet, davon gedeihen acht in Sommerregengebieten der Capensis.
- Lordhowea B.Nord.: Sie hat nur eine Art enthalten, bis 2020 drei Arten hinzugefügt wurden,[22] beispielsweise:
  - Lordhowea insularis (Benth.) B.Nord.: Diese kommt nur auf der Lord-Howe-Insel östlich von Australien vor.[4]
- Luina Benth.: Die nur zwei Arten sind im westlichen Nordamerika verbreitet.[7]
- Lundinia B.Nord.: Sie enthält nur eine Art:
  - Lundinia plumbea (Griseb.) B.Nord.: Sie wächst als Strauch oder Baum nur in Kuba.
- Mattfeldia Urb.: Sie enthält nur eine Art:
  - Mattfeldia triplinervia Urb.: Sie kommt nur auf Hispaniola vor.[4]
- Mesogramma DC.: Sie enthält nur eine Art:
  - Mesogramma apiifolium DC.[18]: Sie ist in der Capensis verbreitet.
- Mikaniopsis Milne-Redh.: Die etwa 15 Arten sind im tropischen bis subtropischen Afrika verbreitet, eine kommt auch in der Capensis vor.
- Miricacalia Kitam.: Sie enthält nur eine Art:
  - Miricacalia makinoana (Yatabe) Kitam.: Sie kommt nur in Japan vor.[4]
- Misbrookea V.A.Funk: Sie enthält nur eine Art:
  - Misbrookea strigosissima (A.Gray) V.A.Funk: Sie gedeiht in den Gebirgen von Peru und Bolivien.[4]
- Monticalia C.Jeffrey: Die etwa 70 Arten sind in Zentral- und Südamerika weit verbreitet.[4]
- Nelsonianthus H.Rob. & Brettell: Von den nur zwei Arten kommt eine in Mexiko und eine in Guatemala vor; es sind epiphytische Sträucher.[4]
- Nemosenecio (Kitam.) B.Nord.: Die etwa vier Arten sind in der südwestlichen Gebirgsregion in China verbreitet und jeweils eine Art kommt in Taiwan sowie Japan vor.[1]
- Nesampelos B.Nord.: Die nur drei Arten kommen nur auf Hispaniola vor.
- Nordenstamia Lundin: Die etwa 20 Arten sind in Südamerika verbreitet.
- Oldfeltia B.Nord. & Lundin: Sie enthält nur eine Art:
  - Oldfeltia polyphlebia (Griseb.) B.Nord. & Lundin: Sie kommt in Kuba vor.[4]
- Oligothrix DC.: Sie enthält nur eine Art:
  - Oligothrix gracilis DC.: Dieser seltene Endemit nur von den Cederbergen bis Koue Bokkeveld in der südafrikanischen Provinz Westkap.[23]
- Odontocline B.Nord.: Die etwa sechs Arten kommen nur auf Jamaika vor.
- Oresbia G.Cron & B.Nord.: Sie enthält nur eine Art:[24]
  - Oresbia heterocarpa G.Cron & B.Nord.: Dieser Endemit der südafrikanischen Provinz Westkap gedeiht auf Bergen.
- Othonna L.: Die etwa 120 Arten sind in Afrika, hauptsächlich in der Capensis verbreitet.
- Packera A.Löve & D.Löve: Die etwa 64 Arten sind hauptsächlich in subtropischen, gemäßigten und arktischen Gebieten Nordamerikas (54 Arten) verbreitet. Ein bis zwei Arten kommen in Sibirien vor.[7]
- Papuacalia Veldk.: Die etwa 17 Arten gedeihen in den Gebirgen Neuguineas.[4]
- Paracalia Cuatrec.: Die etwa zwei Arten kommen in Peru und Bolivien vor.[4]
- Parafaujasia C.Jeffrey: Die nur zwei Arten kommen nur auf den Maskarenen vor.[4]
- Paragynoxys (Cuatrec.) Cuatrec.: Die etwa zwölf Arten sind im nördlichen Südamerika verbreitet. Sie kommen in der östlichen Cordillera in den kolumbianischen Departamentos Norte de Santander, Santander sowie Boyacá, in der Sierra del Perijá sowie Sierra Nevada de Santa Marta in Kolumbien, in den westlichen Anden in den kolumbianischen Departamentos Antioquia sowie Chocó und in einem kleinen Areal der Cordillera de Mérida im westlichen Venezuela vor. Sie gedeihen in Höhenlagen von 1500 bis 4000 Metern in Bergregenwäldern, Im Subpáramo oder Páramo.[25]
- Parasenecio W.W.Smith & Small: Die etwa 60 Arten sind hauptsächlich im nordöstlichen Asien und der Sino-Himalaischen Region, aber auch in Russlands Fernem Osten und Japan verbreitet. In China gibt es 51 Arten, davon 43 nur dort, hauptsächlich in der südwestlichen Gebirgsregion.[1] Eine Art kommt in Alaska vor.[7]
- Pentacalia Cass.: Die etwa 200 Arten sind von Zentral- bis Südamerika weitverbreitet.[4]
- Pericallis D.Don: Die etwa 15 Arten kommen nur in Makaronesien: auf den Kanaren, Madeira und den Azoren vor. Dazu gehört:
  - Garten-Zinerarie (Pericallis hybrida (Scheidw.) B.Nord.)
- Pestwurzen (Petasites Mill.): Die 15 bis 19 Arten sind in Eurasien weit verbreitet und eine Art kommt im borealen und westlichen Nordamerika vor.[7]
- Phaneroglossa B.Nord.: Sie enthält nur eine Art:
  - Phaneroglossa bolusii (Oliv.) B.Nord.: Sie kommt nur in den südafrikanischen Provinzen Nord- und Westkap vor.
- Pippenalia McVaugh: Sie enthält nur eine Art:
  - Pippenalia delphiniifolia (Rydb.) McVaugh: Sie kommt in Mexiko vor.[4]
- Pittocaulon H.Rob. & Brettell: Die etwa fünf Arten sind von Mexiko bis Zentralamerika verbreitet.[4]
- Pladaroxylon (Endl.) Hook. f.: Sie enthält nur eine Art:
  - Pladaroxylon leucadendron (DC.) Hook. f.: Dieser Endemit kommt nur auf St. Helena vor.[4]
- Pojarkovia Askerova: Sie enthält nur eine Art:
  - Pojarkovia stenocephala (Boiss.) Askerova: Sie kommt im Kaukasus vor.[4]
- Psacaliopsis H.Rob. & Brettell: Die etwa fünf Arten kommen in Mexiko und Guatemala vor.[4]
- Psacalium Cass.: Die etwa 42 Arten sind von den südwestlichen USA (eine Art), aber hauptsächlich über Mexiko bis Zentralamerika verbreitet.[7]
- Psednotrichia Hiern: Die etwa drei Arten kommen nur in Angola vor.[4]
- Pseudogynoxys (Greenm.) Cabrera: Die etwa zwölf Arten sind von Mexiko, über die Karibischen Inseln und Zentralamerika bis ins tropische Südamerika verbreitet. Eine Art ist u. a. in Florida ein Neophyt.[7]
- Rainiera Greene: Sie enthält nur eine Art:
  - Rainiera stricta (Greene) Greene: Sie ist in den nordwestlichen USA verbreitet.[7]
- Robinsonecio T.M.Barkley & J.P.Janovec: Die etwa zwei Arten sind von Mexiko bis Guatemala verbreitet.[4]
- Robinsonia DC.: Die etwa sieben Arten kommen nur auf den Juan-Fernández-Inseln vor.[4]
- Roldana La Llave & Lex.: Die etwa 48 Arten sind von den südlichen USA (nur eine Art nur im südlichen Arizona sowie New Mexico), aber hauptsächlich über Mexiko bis Zentralamerika verbreitet; hauptsächlich im mexikanischen Hochland.[7][26]
- Rugelia Shuttlew. ex Chapm.: Sie enthält nur eine Art:
  - Rugelia nudicaulis Shuttleworth ex Chapman: Sie ist in den südöstlichen USA verbreitet.[7]
- Scapisenecio Schmidt-Leb.: Sie wurde 2020 aufgestellt. Die etwa fünf Arten gedeihen nur in der alpinen bis subalpinen Höhenstufe im südöstlichen Australien.[22]
- Scrobicaria Cass.: Die etwa zwei Arten sind im nordöstlichen Südamerika verbreitet.[4]
- Greiskräuter (Senecio L.): Die etwa 1000 Arten sind fast weltweit verbreitet. In Nordamerika kommen 55 Arten vor. Die Arten gedeihen hauptsächlich in warm-gemäßigten, subtropischen und tropischen Gebieten in mittleren bis größeren Höhenlagen.[7]
- Shafera Greenm.: Sie enthält nur eine Art:
  - Shafera platyphylla Greenm.: Sie wächst nur auf Serpentinit im östlichen Kuba.[4]
- Sinacalia H.Rob. & Brettell: Die etwa vier Arten sind in China verbreitet.[1] Darunter:
  - Chinagreiskraut (Sinacalia tangutica (Maxim.) B. Nord.)
- Sinosenecio B.Nord.: Alle etwa 41 Arten gibt es in China, 39 davon kommen nur dort vor und nur zwei davon erreichen auch Vietnam, Thailand und Myanmar.[1]
- Solanecio (Sch.Bip.) Walp.: Die etwa 16 Arten sind im tropischen Afrika, Madagaskar und im Jemen verbreitet. Nur eine Art, Solanecio angulatus (Vahl) C.Jeffrey, kommt in der Capensis vor.
- Steirodiscus Less.: Die etwa sechs Arten sind in der Capensis verbreitet, beispielsweise:
  - Tagetesähnliches Becherkörbchen (Steirodiscus tagetes (L.) Schltr.)
- Stenops B.Nord.: Die nur zwei Arten kommen in Tansania und Sambia vor.
- Stilpnogyne DC.: Sie enthält nur eine Art:
  - Stilpnogyne bellidioides DC.: Sie ist ein Endemit der südafrikanischen Provinz Westkap.
- Syneilesis Maxim.: Die etwa sieben Arten sind im östlichen Asien, hauptsächlich in China (vier Arten), Japan und Korea verbreitet.
- Synotis (C.B.Clarke) C.Jeffrey & Y.L.Chen: Die etwa 54 Arten sind, bis auf die in Helan Shan, Ningxia endemische Art Synotis atractylidifolia (Ling) C.Jeffrey & Y.L.Chen in der Sino-Himalajischen Region verbreitet. Für China sind 43 Arten nachgewiesen, 29 davon nur dort.[1]
- Talamancalia H.Rob. & Cuatrec.
- Telanthophora H.Rob. & Brettell: Die etwa 14 Arten sind in Zentralamerika verbreitet.[4]
- Aschenkräuter (Tephroseris (Reichenb.) Reichenb.): Die 40 bis 50 Arten sind hauptsächlich im gemäßigten und arktischen nördlichen Eurasien, außerdem im nördlichen Nordamerika (sechs Arten) verbreitet.[7] Darunter beispielsweise:
  - Spatelblättriges Aschenkraut (Tephroseris helenitis (L.) Nordst.)
  - Voralpen-Aschenkraut (Tephroseris longifolia (Jacq.) Griseb. & Schenk)
  - Moor-Aschenkraut (Tephroseris palustris (L.) Rchb.)
- Tetradymia DC.: Die etwa zehn Arten sind vom westlichen Nordamerika (alle zehn Arten) bis nordwestlichen Mexiko verbreitet.[7]
- Traversia Hook. f.: Sie enthält nur eine Art:
  - Traversia baccharoides Hook. f.: Sie kommt in Neuseeland vor.
- Tussilago L.: Sie enthält nur eine Art:
  - Huflattich (Tussilago farfara L.): Er ist weit verbreitet in den gemäßigten Gebieten Eurasiens und in Nordafrika. Er ist in weiten Gebieten Nordamerikas, in Pakistan und in Indien ein Neophyt.[7]
- Urostemon B.Nord.: Sie enthält nur eine Art:
  - Urostemon kirkii (Hook. f. ex Kirk) B.Nord.: Sie kommt in Neuseeland vor.
- Villasenoria B.L.Clark: Sie enthält nur eine Art:
  - Villasenoria orcuttii (Greenm.) B.L.Clark: Sie kommt in Mexiko vor.[4]
- Werneria Kunth: Seit 1997 enthält sie nur noch 20 bis 30 Arten.[27] Sie kommen in Mexiko, Costa Rica, Panama und Südamerika vor.
- Xenophyllum V.A.Funk: Sie wurde 1997 aus Werneria Kunth ausgegliedert. Die etwa 21 Arten gedeihen in den Anden in Höhenlagen von 3000 bis 5200 Metern von Kolumbien bis zum nördlichen Argentinien sowie nördlichen Chile.[27]
- Yermo Dorn: Sie enthält nur eine Art:
  - Yermo xanthocephalus Dorn: Dieser Endemit ist nur von einem Standort in einer Höhenlage von etwa 2000 Meter im zentralen Wyoming bekannt und ist gefährdet.[7]
- Zemisia B.Nord.: Sie enthält seit 2018 etwa zwei Arten:
  - Zemisia discolor (Sw.) B.Nord.: Sie ist ein Endemit in Jamaika.
  - Zemisia thomasii (Klatt) Pruski (Syn.: Senecio thomasii Klatt): Sie wurde 2018 in diese Gattung gestellt und kommt vom südlichen Mexiko bis Honduras vor.

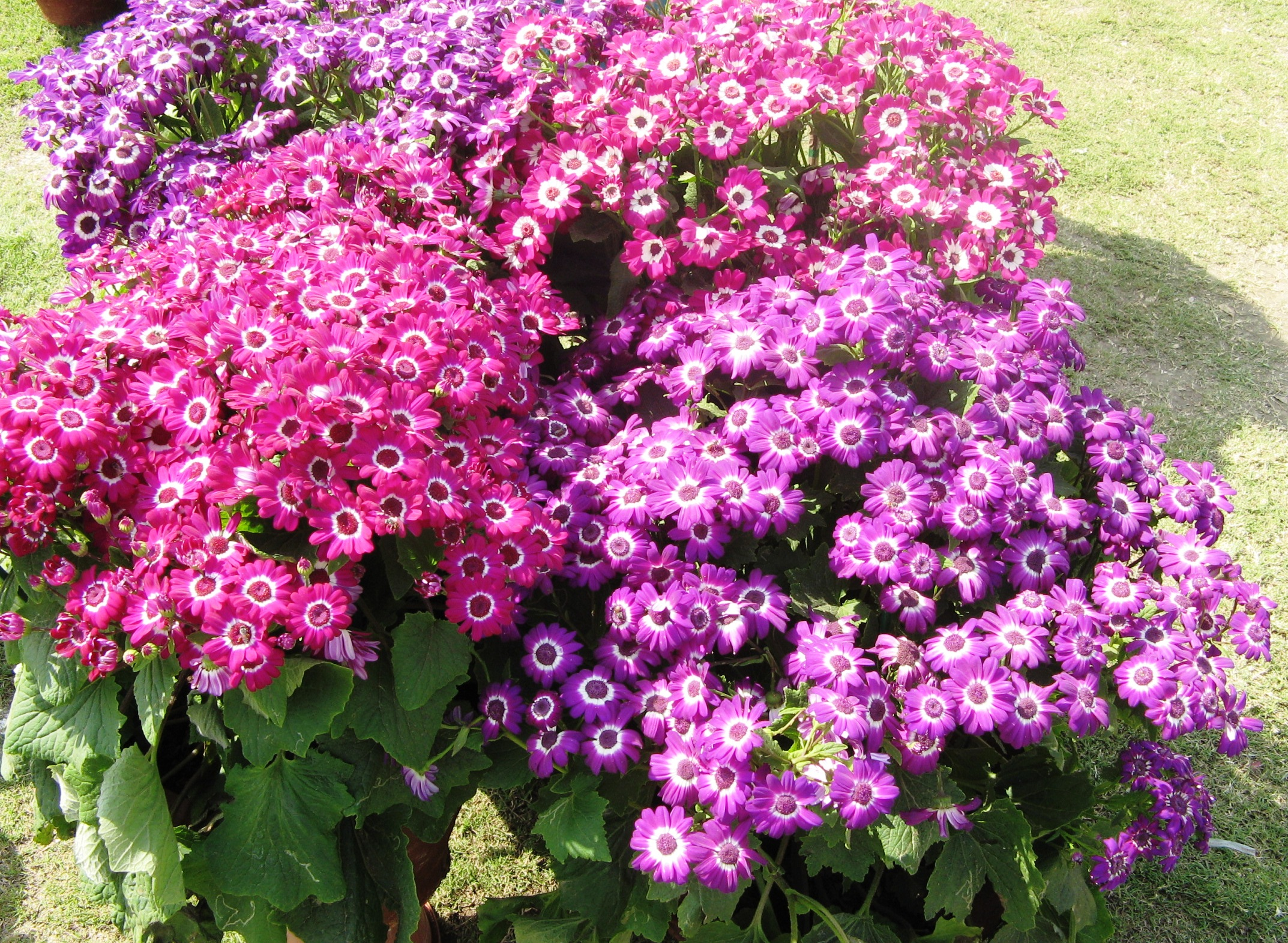
Die Garten-Zinerarie (Pericallis hybrida) ist eine Zierpflanze für kühle Räume.

## Nutzung
Es gibt einige Arten, deren Sorten als Zierpflanzen verwendet werden. Beispiele sind Doronicum, Euryops, Farfugium, Kleinia, Ligularia, Parasenecio, Pericallis, Senecio, Sinacalia, Steirodiscus. Von einigen Arten wurden die medizinischen Wirkungen untersucht, Beispiele: Huflattich (Tussilago farfara), Pestwurzen (Petasites), Parasenecio, Ligularia und Gynura.